# Liste der Baudenkmäler im Nürnberger Stadtteil Sankt Sebald
Diese Liste ist eine Teilliste der Liste der Baudenkmäler in Nürnberg für den Stadtteil Sankt Sebald. Grundlage der Liste ist die Bayerische Denkmalliste, die auf Basis des bayerischen Denkmalschutzgesetzes vom 1. Oktober 1973 erstmals erstellt wurde und seither durch das Bayerische Landesamt für Denkmalpflege geführt und aktualisiert wird. Die folgenden Angaben ersetzen nicht die rechtsverbindliche Auskunft der Denkmalschutzbehörde.

## Baudenkmäler im Nürnberger Stadtteil Sankt Sebald

### A
| Lage                                                                                              | Objekt                                                            | Beschreibung | Akten-Nr.       | Bild           |
| ------------------------------------------------------------------------------------------------- | ----------------------------------------------------------------- | --- | --------------- | -------------- |
| Agnesgasse 4–15; Albrecht-Dürer-Platz 3–11; Albrecht-Dürer-Straße 4–10; Bergstraße 1–5 (Standort) | Harrerkeller                                                      | Ausgedehnte Kelleranlage mit bis zu vier Geschossen, angelegt im 14. Jahrhundert, ständig erweitert; im Burgberg | D-5-64-000-322  | weitere Bilder |
| Albrecht-Dürer-Platz (Standort)                                                                   | Denkmal Albrecht Dürers                                           | Standfigur aus Bronze auf erneuertem Sandsteinsockel, Entwurf Christian Daniel Rauch, Guss Jakob Daniel Burgschmiet, 1840 | D-5-64-000-54   | weitere Bilder |
| Albrecht-Dürer-Platz 1 (Standort)                                                                 | Sebalder Pfarrhof                                                 | Mittelalterliche, um einen Innenhof gruppierte Vierflügelanlage, aus einem Turmhaus des 13. Jahrhunderts erweitert Anfang und Mitte 14. Jahrhundert Ostflügel – Haupthaus: dreigeschossiger Ziegel- und Sandsteinquaderbau mit nach Norden abgewalmtem Satteldach, an der Ostseite sogenanntes Sebalder Chörlein, in reicher Gotik ausgeführter fünfseitiger Obergeschosserker auf polygonalem Schaft, an der Nordseite sogenanntes Pfinzing-Chörlein, dreiseitiger, im Stil der Renaissance reliefierter Obergeschosserker, Haupthaus dendrochronologisch datiert 1312, Umbauten dendrochronologisch datiert 1413 und 1514, Sebalder Chörlein um 1370, Original seit 1900 im Germanischen Nationalmuseum, Kopie von Josef Schmitz 1901/02, Pfinzing-Chörlein 1514 Nordflügel: dreigeschossiger Ziegel- und Sandsteinquaderbau mit Satteldach, frühes 14. Jahrhundert, Dachtragwerk dendrochronologisch datiert 1367 Westflügel: dreigeschossiger Satteldachbau mit massiven Untergeschossen und Fachwerkobergeschoss, zum Hof Fachwerkzwerchhaus, frühes 14. Jahrhundert, Umbauten dendrochronologisch datiert 1514 und dendrochronologisch datiert 1568 Südflügel: zweigeschossiger Fachwerkbau mit Sandsteinfassade, Satteldach, Schleppgauben und dreiseitigem Obergeschosserker mit spätgotischem Maßwerk und Walmdach, dendrochronologisch datiert 1357, Erker um 1450 | D-5-64-000-50   | weitere Bilder |
| Albrecht-Dürer-Platz 1, Weinmarkt 2 (Standort)                                                    | Sebalder Pfarrhof: Gartenmauer                                    | Unverputzte Sandsteinmauer mit gerundetem Abschluss, Anfang/Mitte 19. Jahrhundert | D-5-64-000-50   | BW             |
| Albrecht-Dürer-Platz 4 (Standort)                                                                 | Ehemaliges Patrizier- und Bürgerhaus, sogenanntes Schürstabhaus   | Viergeschossiger Sandsteinquaderbau mit steilem Satteldach und Schleppgauben, ursprünglich aus zwei Gebäuden (um 1200 und Mitte 13. Jahrhundert) bestehend, Wiederaufbau nach Brand nach 1394 (dendrochronologisch datiert), mit Hausmadonna (Kopie, bezeichnet „1482“), Umbauten im späten 15. Jahrhundert (Einbau einer Hauskapelle mit Sterngewölbe 1482, heute in Teilen erhalten), 17. Jahrhundert (Treppenanlage sowie Holzkassettendecken) und Mitte 19. Jahrhundert, nach Kriegsschäden Notinstandsetzung, 1993–97 Wiederaufbau (West- und Ostgiebel, Dachwerk) und Instandsetzung | D-5-64-000-51   | weitere Bilder |
| Albrecht-Dürer-Platz 11 (Standort)                                                                | Bürgerhaus                                                        | Viergeschossiger Sandsteinquaderbau, Traufseitbau mit Satteldach, Schleppgauben sowie gotisierter Eckerker, mit spätgotischen Teilen (nach 1386 dendrochronologisch datiert, Holzsäule im Erdgeschoss bezeichnet „1477“), 1945 bis auf Erdgeschoss kriegszerstört, Obergeschosse und Dach 1995 wiederaufgebaut | D-5-64-000-52   | weitere Bilder |
| Albrecht-Dürer-Straße 1 (Standort)                                                                | Eckhaus                                                           | Schmaler fünfgeschossiger Sandsteinquaderbau mit Satteldach, Giebel und Zwerchgiebel jeweils als Treppengiebel mit Lisenengliederung ausgeführt, weitgehend verputzt, im Kern 15. Jahrhundert, heutige Gestalt um 1600 (dendrochronologisch datiert), Umbauten im 19. Jahrhundert und 1902/03 | D-5-64-000-55   | weitere Bilder |
| Albrecht-Dürer-Straße 3 (Standort)                                                                | Bürgerhaus                                                        | Stattliches Eckhaus, viergeschossiger Sandsteinquaderbau mit dreigeschossigem Satteldach, Schleppgauben und Chörlein (Neuanfertigung von 1981), kleiner Innenhof mit dreigeschossiger hölzerner Galerie, im Kern nach 1429 (dendrochronologisch datiert), wesentliche Umbauten 1887, nach Teilzerstörung 1945 Wiederaufbau bis 1953 | D-5-64-000-56   | weitere Bilder |
| Albrecht-Dürer-Straße 6 (Standort)                                                                | Eckhaus                                                           | Viergeschossiger Bau mit abgewalmtem Pultdach und Schleppgauben, im tieferen östlichen Bereich Satteldach, Erdgeschoss Sandsteinquadermauerwerk, Obergeschosse Sichtfachwerk, rückseitig verputzt, im Kern nach 1437 (dendrochronologisch datiert), Umbauten um „1559“ (bezeichnet), weitere Veränderungen 1877 | D-5-64-000-57   | weitere Bilder |
| Albrecht-Dürer-Straße 11 (Standort)                                                               | Bürgerhaus, ehemaliges Kaufmannshaus                              | Ehemals zwei Einzelhäuser, im Kern um 1370 (1345–1373 dendrochronologisch datiert), dreigeschossiger Sandsteinquaderbau mit zweiteiligem Satteldach, Giebeldacherkern und Schleppgauben, teilweise Dacherneuerung um 1667 (dendrochronologisch datiert), beide Gebäude zu einer Einheit verbunden und barock bereichert (Dacherker und Chörlein) um 1730, weitere Fassadenänderungen 1904, nach Beschädigung 1945 wiederhergestellt | D-5-64-000-58   | weitere Bilder |
| Albrecht-Dürer-Straße 13 (Standort)                                                               | Ehemaliges Handwerkerhaus                                         | Schmales dreigeschossiges Traufseithaus mit Satteldach und Schleppdacherker, rückwärtig dreigeschossiger Seitenflügel mit Pultdach, Erdgeschoss Sandsteinmauerwerk (ursprünglich Fachwerk), Obergeschosse freiliegendes Fachwerk, im Kern wohl 15. Jahrhundert, wesentliche Fassadenänderungen 1827/28, Fassadenfreilegung 1978 | D-5-64-000-59   | weitere Bilder |
| Albrecht-Dürer-Straße 17 (Standort)                                                               | Ehemaliges Handwerkerhaus, Haus des Goldschmieds Wenzel Jamnitzer | Ehemals dreiflügelige Anlage, Vorderhaus viergeschossiger Traufseitbau mit steilem Satteldach und Giebeldacherkern, straßenseitig Sandsteinquadermauerwerk, rückseitig Fachwerk verputzt sowie Aufzugserker mit vorkragendem Walmdach und Schleppgauben, im Hof Teile des ehemaligen Verbindungsflügels zum Rückgebäude erhalten, im Kern nach 1381 (dendrochronologisch datiert), Umbauten und Dacherker 1548 (dendrochronologisch datiert) sowie 1843/44, 1945 teilzerstört und 1950 wiederaufgebaut | D-5-64-000-60   | weitere Bilder |
| Albrecht-Dürer-Straße 24 (Standort)                                                               | Bürgerhaus                                                        | Viergeschossiger Traufseitbau mit Satteldach und Giebeldacherkern, straßenseitig Aufzugserker mit vorkragendem Walmdach, Erdgeschoss Sandsteinquadermauerwerk, Obergeschosse freiliegendes Fachwerk, nach 1570 (dendrochronologisch datiert) als Lagergebäude (wohl Hopfenscheune) errichtet, wesentliche Umbauten und Umnutzung zu Wohnhaus 1928, weitere Umbauten und Fachwerkfreilegung 1973–77 | D-5-64-000-61   | weitere Bilder |
| Albrecht-Dürer-Straße 30 (Standort)                                                               | Bürgerhaus, bis Mitte 16. Jahrhundert Pfründnerhaus               | Dreigeschossiger, traufseitiger Fachwerkbau mit Satteldach und Aufzugsgaube, errichtet anstelle des durch Brand zerstörten Vorgängerbaus (dendrochronologisch datiert) 1479, Aufstockung und Dach (dendrochronologisch datiert) 1520, Innenumbauten 1765, weitere Umbauten und Fassadenänderungen 1829 und 1874, Ladeneinbau 1892, Aufzugsgaube 1905, rückseitig Seitenflügel, dreigeschossiger Fachwerkbau mit Satteldach, 1485 (dendrochronologisch datiert) | D-5-64-000-62   | weitere Bilder |
| Albrecht-Dürer-Straße 32 (Standort)                                                               | Ehemaliges Handwerkerhaus                                         | Viergeschossiger Traufseitbau mit steilem Satteldach, Erdgeschoss Sandstein verputzt, Obergeschosse Fachwerk, straßenseitig freigelegt, im Kern wohl zweite Hälfte 15. Jahrhundert, Ladeneinbau im Erdgeschoss und Giebeldacherker von 1875, Fachwerkfreilegung 1975, zugehörig Seitenflügel und Rückgebäude, dreigeschossige Fachwerkbauten mit Pultdächern, nach 1564 (dendrochronologisch datiert) | D-5-64-000-63   | weitere Bilder |
| Albrecht-Dürer-Straße 39 (Standort)                                                               | Albrecht-Dürer-Haus                                               | Bürgerhaus, errichtet um 1420, Wohnhaus Albrecht Dürers 1509–28, Dürer-Museum seit 1828, stattlicher, viergeschossiger Eckbau mit nördlich abgewalmtem Frackdach, Fachwerkzwerchhaus mit vorspringendem Satteldach, Schleppgauben und hölzerner Giebellaube, Erd- und erstes Obergeschoss Sandsteinquadermauerwerk, zweites und drittes Obergeschoss Sichtfachwerk, dendrochronologisch datiert 1418/19, östliche Teilaufstockung und Veränderung des Dachs dendrochronologisch datiert 1503/04, historisierende Neuausstattung der Obergeschosse durch Friedrich Wilhelm Wanderer, um 1880, Zwerchhaus 1889, nach teilweiser Kriegszerstörung 1945 wiederhergestellt bis 1949 | D-5-64-000-64   | weitere Bilder |
| Am Hallertor 1 (Standort)                                                                         | Kettensteg                                                        | Zwischen Hallertor und Untere Kreuzgasse die Pegnitz in zwei Abschnitten überspannend, Hängekonstruktion mit drei Pylonen, 1824 als erste freischwebende Flussbrücke Deutschlands von Johann Georg Kuppler errichtet, 1909 Einbau von stählernen an Stelle der ursprünglich hölzernen Pylone, 1930 Einbau von vier hölzernen Jochen | D-5-64-000-1295 | weitere Bilder |
| Am Hallertor 1 (Standort)                                                                         | Tritonbrunnen (sogenannter Wasserspeier)                          | Sandsteinbecken und Sandsteinfigur eines Triton mit Fischschwänzen, 1689 von Johann Leonhard Bromig, 1945 schwer beschädigt, unter Erneuerung der Figur 1953 wiederhergestellt | D-5-64-000-1292 | weitere Bilder |
| Am Hallertor 1 (Standort)                                                                         | Dürer-Pirckheimer-Brunnen                                         | Klassizistischer Sandsteinpylon mit Bronze-Rundmedaillons Dürers und Pirckheimers, seitlich halbrunde Ausgussbecken aus Bronze, nach einem Entwurf von Carl Alexander Heideloff 1820/21 errichtet | D-5-64-000-1293 | weitere Bilder |
| Am Laufer Schlagturm 4 (Standort)                                                                 | Wohnhaus                                                          | Fünfgeschossiger Sandsteinquaderbau, breit gelagerter Traufseitbau mit steilem Satteldach, rückseitig an die Stadtmauer der vorletzten Stadtbefestigung angelehnt, im Kern zweite Hälfte 16. Jahrhundert | D-5-64-000-87   | weitere Bilder |
| Am Ölberg 9; Obere Schmiedgasse 10 (Standort)                                                     | Bürgerhaus                                                        | Dreigeschossiger Traufseitbau mit Satteldach und Schleppgauben, Fachwerk-Aufzugserker mit vorspringendem Walmdach, Erdgeschoss Sandstein verputzt, im Kern wohl vor 1500, Obergeschosse Fachwerk, um 1600, Fachwerkfreilegung 1959 | D-5-64-000-1430 | weitere Bilder |
| Am Ölberg 17 (Standort)                                                                           | Wohnhaus                                                          | Eingeschossiges, nach Süden zweigeschossiges Kleinhaus mit Steilsatteldach und Schleppgauben, langgestreckter weitgehend verputzter Massivbau, im Westen freiliegender Fachwerkgiebel, im Kern 16. Jahrhundert | D-5-64-000-91   | weitere Bilder |
| Am Ölberg 31 (Standort)                                                                           | Doppelhaus                                                        | Zweigeschossiges Kleinwohnhaus mit Satteldach, traufständiger Fachwerkbau, hangseitig auf hohem Sockelgeschoss, westlicher Hausteil im Erdgeschoss Sandstein verputzt, spätes 16. Jahrhundert | D-5-64-000-92   | weitere Bilder |
| Am Ölberg 35 (Standort)                                                                           | Wohnhaus                                                          | Zweigeschossiges traufständiges Kleinhaus mit Satteldach, Erdgeschoss zum Teil verputztes Sandsteinquadermauerwerk, Obergeschoss verputztes Fachwerk, bezeichnet „1678“ | D-5-64-000-93   | weitere Bilder |
| Am Ölberg 41; Obere Schmiedgasse 54; Obere Schmiedgasse 56 (Standort)                             | Bürgerhaus                                                        | Viergeschossiger giebelständiger Fachwerkbau (untere beide Geschosse Geschossbau, darüber Stockwerksbau) mit massiver Giebelfassade und steilem Satteldach, rückseitig Halbwalmdach mit Eulenloch, 1338 (dendrochronologisch datiert), frühzeitig zum Doppelhaus geteilt (wohl nach 1360 dendrochronologisch datiert), nach 1557 Errichtung der Giebelfassade, 1952 Erneuerung der Ostwand, 1988/89 Entkernung der Haushälfte Nr. 56 | D-5-64-000-1435 | weitere Bilder |
| Augustinerstraße 5 (Standort)                                                                     | Bürgerhaus                                                        | Viergeschossiger Traufseitbau mit Satteldach und Schleppgauben, Massivbau verputzt, drittes Obergeschoss freiliegendes Fachwerk, im Hof Holzgalerien im ersten und zweiten Obergeschoss und polygonaler Fachwerk-Treppenturm, im Kern wohl spätgotisch, zweite Hälfte 16. Jahrhundert, Fassadenänderungen 1893 | D-5-64-000-123  | weitere Bilder |
| Augustinerstraße 7 (Standort)                                                                     | Bürgerhaus                                                        | Viergeschossiger Traufseitbau mit Satteldach, Erdgeschoss Sandsteinquadermauerwerk, Obergeschosse freigelegtes Fachwerk, erstes und zweites Obergeschoss Mitte 15. Jahrhundert, drittes Obergeschoss sowie Aufzugserker mit vorkragendem Walmdach um 1570, Hoffassade 1950 neu aufgebaut | D-5-64-000-124  | weitere Bilder |
| Augustinerstraße 11 (Standort)                                                                    | Bürgerhaus                                                        | Ehemals zwei Häuser, frühzeitig miteinander verbunden, viergeschossiger zweiflügeliger Sandsteinquaderbau, zum Teil verputzt, Satteldächer mit Giebelerkern und Dachgauben, östlicher Gebäudeteil im Kern 15. Jahrhundert, westlicher Teil 16. Jahrhundert, rückseitig polygonaler Sandstein-Treppenturm mit Walmdach, im Erdgeschoss des sogenannten Rümelinhofes (südlicher Gebäudeteil) zweischiffige Hauskapelle mit Gratgewölben, Mitte 16. Jahrhundert, Umbauten und Ausstattungen des 19. und frühen 20. Jahrhunderts | D-5-64-000-125  | weitere Bilder |

### B
| Lage                                                                                  | Objekt                                           | Beschreibung | Akten-Nr.      | Bild           |
| ------------------------------------------------------------------------------------- | ------------------------------------------------ | --- | -------------- | -------------- |
| Beim Tiergärtnertor 3 (Standort)                                                      | Gasthaus                                         | Ehemaliges Wirtshaus Zur Schranke, seit Ende 17. Jahrhundert auch Zum Goldenen Rößlein, langgestreckter dreigeschossiger Pultdachbau mit Sandsteinquadererdgeschoss und Fachwerkobergeschossen sowie Aufzugszwerchhaus und Satteldachgauben aus Fachwerk, neu errichtet unter Einbeziehung eines Vorgängerbaus 1608, nach weitgehender Zerstörung wiederaufgebaut nach 1945 | D-5-64-000-190 | weitere Bilder |
| Bergstraße 10 (Standort)                                                              | Eckhaus                                          | Ehemals dreigeschossiger, durch Einbau eines Zwischengeschosses jetzt viergeschossiger Bau mit Satteldach und Schleppgauben, verbunden mit dreigeschossigem ehemaligem Rückgebäude, Erdgeschoss Sandsteinquadermauerwerk, Obergeschosse freiliegendes, ehemals verputztes Fachwerk, im Kern Anfang 15. Jahrhundert (1407 dendrochronologisch datiert), Fassadenänderungen 1834 und 1910, Fachwerkfreilegung 1974 | D-5-64-000-203 | weitere Bilder |
| Bergstraße 16 (Standort)                                                              | Bürgerhaus                                       | Ehemals zwei Anwesen, östlicher Gebäudeteil um 1436–38 (dendrochronologisch datiert), westlicher Gebäudeteil um 1460, 1678/79 zu einem Anwesen vereinigt, viergeschossiger Traufseitbau mit Satteldach und Dacherkern, Erdgeschoss Sandsteinquadermauerwerk, Obergeschosse freiliegendes ehemals verputztes Fachwerk, der östliche schmale Gebäudeteil rückseitig verputzt, rückwärtig viergeschossiger Seitenflügel mit abgewalmtem Pultdach und Fachwerkobergeschossen über massivem Sockelgeschoss, mittlerer Dacherker von 1699, Umbauten und Fassadenänderungen zweite Hälfte 19. Jahrhundert, Fachwerkfreilegung 1975 | D-5-64-000-204 | weitere Bilder |
| Bergstraße 19 (Standort)                                                              | Ehemaliger Gutshof, später Gasthof               | Umfangreicher Gebäudekomplex ehemals um zwei Innenhöfe, hiervon Gebäudekomplex um östlichen Innenhof erhalten, Vorderhaus: viergeschossiger Traufseitbau mit Satteldach und breitem Giebeldacherker, Sandsteinquadermauerwerk verputzt, im Kern zweite Hälfte 14. bis erste Hälfte 16. Jahrhundert (1382, 1530 dendrochronologisch datiert), nach einem Brand 1867 wiederhergestellt, Fassadenänderungen von 1868 und 1928 | D-5-64-000-205 | weitere Bilder |
| Bergstraße 19 (Standort)                                                              | Ehemaliger Gutshof, später Gasthof: Seitenflügel | Dreigeschossiger Verbindungsbau mit Holzgalerien, nach 1867 neu errichtet | D-5-64-000-205 | BW             |
| Bergstraße 19 (Standort)                                                              | Ehemaliger Gutshof, später Gasthof: Rückgebäude  | Sogenannter Schwarzbauernhof, dreigeschossiger breit gelagerter Traufseitbau, Satteldach mit Dacherkern aus Fachwerk, Massivbau verputzt, zum Teil Fachwerkfassade, im Kern zweite Hälfte 14. bis erste Hälfte 16. Jahrhundert (1382, 1530 dendrochronologisch datiert), nach einem Brand 1867 wiederhergestellt | D-5-64-000-205 | BW             |
| Bergstraße 21 (Standort)                                                              | Ehemaliges Handwerkerhaus                        | Schmaler viergeschossiger Traufseitbau mit steilem Satteldach und Giebeldacherkern, Erd- und erstes Obergeschoss Sandsteinquadermauerwerk, zweites und drittes Obergeschoss Fachwerk, im Kern wohl 15. bis 18. Jahrhundert, Erdgeschossveränderung und Dacherker 1869/70, Fachwerkfreilegung 1976 | D-5-64-000-206 | weitere Bilder |
| Bergstraße 23 (Standort)                                                              | Ehemaliges Bäckeranwesen: Vorderhaus             | Viergeschossiger traufseitiger Satteldachbau mit Satteldachgauben und Fachwerk-Aufzugszwerchhaus mit vorkragendem Walmdach, im Kern zwei dreigeschossige Fachwerkbauten, dendrochronologisch datiert 1377 und 1420, Aufstockung dendrochronologisch datiert 1672, Fassadenerneuerung in Sandsteinquadermauerwerk um 1735, umfangreiche Innenumbauten und Fassadenänderung im Erdgeschoss 1896 | D-5-64-000-207 | weitere Bilder |
| Bergstraße 23 (Standort)                                                              | Ehemaliges Bäckeranwesen: Rückgebäude            | Zweigeschossiger, zweiteiliger Fachwerkbau auf Sandsteinsockel, mit Pultdach, dendrochronologisch datiert 1604/05, Erweiterung 18. Jahrhundert; im Hof | D-5-64-000-207 | BW             |
| Bergstraße 24; Bergstraße 26; Obere Schmiedgasse 33; Obere Schmiedgasse 35 (Standort) | Bürgerhaus, ehemals zwei Handwerkerhäuser        | Viergeschossiger, zur Oberen Schmiedgasse dreigeschossiger verputzter Massivbau, Traufseitbau mit Satteldach und Giebeldacherkern, im Kern 16./17. Jahrhundert, barock bereichert um 1730, umfassende Umbauten Mitte 19. Jahrhundert, die rückwärtigen Gebäudeteile nach Zerstörung 1946 wiederaufgebaut, Fassadenänderungen im Erdgeschoss um 1965 | D-5-64-000-208 | weitere Bilder |
| Bergstraße 28; Obere Schmiedgasse 37 (Standort)                                       | Ehemaliges Handwerkerhaus                        | Schmaler viergeschossiger, zur Oberen Schmiedgasse dreigeschossiger Sandsteinquaderbau, Traufseitbau mit Satteldach und Giebeldacherkern, neu erbaut 1847, westliche Giebelwand des Vorgängerbaus zum Teil erhalten, Fassadenänderungen im Erdgeschoss 1911, nach teilweiser Zerstörung von 1945 wiederaufgebaut | D-5-64-000-209 | weitere Bilder |
| Bergstraße 30 (Standort)                                                              | Hauszeichen des Gasthauses Weißes Schwänlein     | Sandsteinrelief mit Schwandarstellung und Blattranken, bezeichnet „1720“ | D-5-64-000-210 | weitere Bilder |
| Burgberg (Standort)                                                                   | Mittelalterliches Wasserleitungssystem           | Stollengänge weit verzweigt unter dem Burgberg, teilweise Ziegelsteinkonsolen der alten Wasserleitung erhalten, Inschriften des 19. Jahrhunderts; In dem hierzu im Zusammenhang stehenden Kunstbunker zwei große allegorische Figuren von Heinrich Schwabe, Fortitudo und Prudentia, bezeichnet „1898“, deponiert; Fortsetzung des Stollensystems in den Defensivgalerien der Burgbasteien | D-5-64-000-321 | BW             |
| Burgstraße 1 (Standort)                                                               | Figur Verkündigungsengel                         | Kopie nach Figur vom Ende des 14. Jahrhunderts | D-5-64-000-330 | weitere Bilder |
| Burgstraße 1 (Standort)                                                               | Hauserker                                        | Mit neugotischem Maßwerk, bezeichnet „1888“, von Georg Heim | D-5-64-000-330 | weitere Bilder |
| Burgstraße 6 (Standort)                                                               | Ehemaliges Dominikanerkloster: Satteldachbau     | Gegründet um 1275/76, vollendet bis 1328, nach Auflösung des Klosters 1543 teilweiser Umbau zu Wohnungen und zur Ratsbibliothek, Abbruch der Kirche 1807, Reste des Klostertraktes: L-förmiger, zweigeschossiger Satteldachbau mit Treppengiebel, um 1505/10, weitgehend neu errichtet von Alexander von Heideloff, um 1841, nach Kriegszerstörung wiederaufgebaut bis 1953 | D-5-64-000-331 | weitere Bilder |
| Burgstraße 6 a (Standort)                                                             | Ehemaliges Dominikanerkloster: Fachwerkbau       | Östlich anschließend lang gestreckter, dreigeschossiger Fachwerkbau mit Satteldach, verputzt, mit südseitigen Holzgalerien, dendrochronologisch datiert 1437, Veränderungen 15./16. Jahrhundert | D-5-64-000-331 | BW             |
| Burgstraße 8 (Standort)                                                               | Hauszeichen                                      | Vom zerstörten Vorgängerbau in den Neubau integriert, stark plastisches, farbig gefasstes Sandsteinrelief mit der Darstellung des Vogels Greif, Mitte 15. Jahrhundert | D-5-64-000-332 | weitere Bilder |
| Burgstraße 15 (Standort)                                                              | Bürgerhaus, sogenanntes Fembohaus                | Zweiflügelige Anlage mit Innenhof: viergeschossiger Sandsteinquaderbau mit Satteldach, Dacherkern mit Zeltdächern und reichem Spätrenaissancegiebel, Flügelbau aus Sandsteinquadern mit Holzgalerien als Verbindungsbau zum Rückgebäude, wohl von Jakob Wolff dem Älteren, 1591–96 (1594 dendrochronologisch datiert), Barockisierung im Inneren (u. a. Stuckdecke von Carlo Brentano) sowie der Fassade um 1674/80, erneute Umgestaltung des Inneren (u. a. Treppenumbauten sowie Stuckarbeiten durch Donato Polli) 1734/35, Umbau zum Stadtmuseum um 1953/58                                                              | D-5-64-000-333 | weitere Bilder |
| Untere Krämersgasse 14 (Standort)                                                     | Rückgebäude                                      | Dreigeschossiger traufständiger Sandsteinquaderbau mit Satteldach sowie Giebel- und Schleppgauben, bezeichnet „1557“, um zwei Stockwerke erhöht um 1591–96 | D-5-64-000-333 | BW             |
| Burgstraße 17 (Standort)                                                              | Bürgerhaus                                       | Dreiflügelige Anlage mit Innenhof, viergeschossiger Sandsteinquaderbau, Satteldach mit Dachgauben und Fachwerk-Aufzugserker mit Spätrenaissancedekor, im Kern spätgotisch, Bereicherung um 1580 und Anfang 17. Jahrhundert, Holzchörlein in schweren Barockformen um 1710 | D-5-64-000-334 | weitere Bilder |
| Burgstraße 19 (Standort)                                                              | Holzchörlein                                     | Dreiseitiger Fassadenerker mit Haubendach und Rokoko-Ornament, um 1780, übertragen an den Wiederaufbau 1954–56 | D-5-64-000-335 | weitere Bilder |
| Obere Krämersgasse (Standort)                                                         | Handwerkerhaus                                   | Dreigeschossiger Traufseitbau mit Pultdach, Erdgeschoss massiv verputzt, Obergeschosse Fachwerk, im Kern wohl vor 1500, Umbau 17. Jahrhundert; rückwärtig in der Oberen Krämersgasse | D-5-64-000-335 | weitere Bilder |
| Burgstraße 20 (Standort)                                                              | Bürgerhaus                                       | Schmaler viergeschossiger Sandsteinbau, Traufseitbau mit steilem Satteldach, Obergeschosse verputzt, im Kern spätgotisch, wesentliche Umbauten und profilierter Aufzugserker aus Fachwerk um 1570, weitere Ergänzungen um 1820/30 | D-5-64-000-336 | weitere Bilder |

### E
| Lage                       | Objekt                                                                             | Beschreibung | Akten-Nr.      | Bild           |
| -------------------------- | ---------------------------------------------------------------------------------- | --- | -------------- | -------------- |
| Egidienplatz (Standort)    | Denkmal                                                                            | Steinfigur Philipp Melanchthons auf Sandsteinsockel, am Sockel zwei Bronzetafeln mit Widmungsinschrift und Nürnberger Jungfrauenadler, 1826 von Jakob Daniel Burgschmiet, vor Egidienplatz 10 | D-5-64-000-396 | weitere Bilder |
| Egidienplatz (Standort)    | Denkmal                                                                            | Reiterstandbild Kaiser Wilhelms I., Bronzefigur auf hohem Steinsockel, Wilhelm von Rümann (Entwurf) und Ernst Lenz (Guss), 1905 | D-5-64-000-397 | weitere Bilder |
| Egidienplatz 7 (Standort)  | Ehemaliges Adelspalais, sogenanntes Tetzelsches Palais, ab 1828 Tuchersches Palais | Viergeschossiger breit gelagerter Sandsteinquaderbau mit Walmdach, rustiziertem Erdgeschoss und flachem Mittelrisalit mit Säulenportal, errichtet 1720, Portal 1828/29, nach Zerstörung 1945 unter Beibehaltung der in drei Geschossen erhaltenen Fassade wiederhergestellt | D-5-64-000-392 | weitere Bilder |
| Egidienplatz 10 (Standort) | Ehemaliges Melanchthon-Gymnasium                                                   | Dreiflügelanlage mit Innenhof, zweigeschossiger Putzbau mit Mansardwalmdach und Giebelgauben, Mittelrisalit mit Walmdach und Lisenengliederung, Johann Trost, 1697–99, nach Beschädigung 1945 wiederaufgebaut | D-5-64-000-393 | weitere Bilder |
| Egidienplatz 12 (Standort) | Evangelisch-lutherische Pfarrkirche St. Egidien                                    | Sogenannter evangelischer Barock, Sandsteinquaderbau mit Mansarddach, 1710 bis 1718 von Johann und Gottlieb Trost unter Verwendung des romanischen Querschiffs vor 1150 sowie des gotischen Chors und der Sakristei von 1429 bis 1433, Langhaussaalbau mit Spiegelgewölbe, Stuckierung von Donato Polli, nach Zerstörung von 1945 Wiederherstellung bis 1959, mit Ausstattung, drei Kapellenanbauten | D-5-64-000-394 | weitere Bilder |
| Egidienplatz 12 (Standort) | St.-Wolfgangs-Kapelle                                                              | Querrechteckiger verputzter Saalbau, spätgotische Netzgewölbe, um 1437, Fassadenänderung und Walmdach nach 1700, nach Zerstörung von 1945 Wiederherstellung 1963, mit Ausstattung | D-5-64-000-394 | BW             |
| Egidienplatz 12 (Standort) | Euchariuskapelle                                                                   | Sandsteinquaderbau mit Walmdach, zweischiffige Halle, um 1120/30, Umbau und Einwölbung um 1220/30, nordöstlicher Treppenturm und Portal um 1700, nach Zerstörung von 1945 Wiederherstellung 1947–49, mit Ausstattung | D-5-64-000-394 | BW             |
| Egidienplatz 12 (Standort) | Tetzelkapelle (Marienkapelle)                                                      | Sandsteinquaderbau mit abgewalmtem Satteldach, um 1345, östliches Portal um 1700, nach Teilzerstörung 1945 Wiederherstellung um 1948, mit Ausstattung | D-5-64-000-394 | BW             |
| Egidienplatz 23 (Standort) | Ehemaliges Pellerhaus                                                              | Errichtet als Bürgerhaus 1602–07, nach weitgehender Kriegszerstörung 1944/45 als Archiv- und Bibliotheksbau wiederaufgebaut: Magazinturm über Resten des Bürgerhauses: bossiertes Sandsteinerdgeschoss mit Rundbogentor und dreischiffiger, sternrippengewölbter Erdgeschosshalle, rückseitig viergeschossiger, mehrseitiger Treppenturm und Reste des Arkadenhofs, Spätrenaissance, von Jakob Wolff d. Ä., 1602–07, darüber fünf Obergeschosse in Stahlbetonskelettbauweise, von Fritz und Walter Mayer, 1956–57 Bibliothek: vierflügeliger, um einen Innenhof gruppierter Stahlbetonskelettbau, Südflügel fünfgeschossig mit flachem Walmdach, restliche Flügel zweigeschossig mit Flachsatteldächern, von Fritz und Walter Mayer, 1956–57 | D-5-64-000-395 | weitere Bilder |

### F
| Lage                                                                       | Objekt                                                                         | Beschreibung | Akten-Nr.       | Bild           |
| -------------------------------------------------------------------------- | ------------------------------------------------------------------------------ | --- | --------------- | -------------- |
| Füll 6; Agnesgasse 5 (Standort)                                            | Ehemaliges Patrizieranwesen der Familie Loeffelholz                            | Große vierflügelige Hausanlage Vorderhaus: viergeschossiger weitgehend verputzter Massivbau (Sandstein und Ziegel) mit Satteldach, Dacherker mit Spitzhelm sowie Dachgauben mit Walm- bzw. Schleppdach, rückseitig Aufzugserker mit vorkragendem Walmdach, Reste des spätromanischen Vorgängerbaus sowie des 14. Jahrhunderts erhalten, im Kern nach 1468 (dendrochronologisch datiert), Erdgeschossumbau nach 1593 (dendrochronologisch datiert), Zutaten und Dacherker des 17. Jahrhunderts, 1978 Neuanbringung des Chörleins unter Wiederverwendung von Teilen eines Originals des Gebäudes Füll 10 Östlicher Seitenflügel: zwei- bis dreigeschossiger Massivbau mit Flachdach, spätes 16. Jahrhundert, nach Zerstörung der Obergeschosse 1945–47 wiederaufgebaut Westlicher Verbindungsgang: dreigeschossiger hölzerner Galeriebau mit Pultdach und zweigeschossiger Maßwerkbalustrade, wohl 16. Jahrhundert Rückgebäude: dreigeschossiger Massivbau aus Ziegelmauerwerk mit Satteldach, zum Teil Sandsteinverkleidung, zum Teil verputzt, Giebeldacherker und Schleppgauben, im Kern nach 1334 (dendrochronologisch datiert), Umbau nach 1564/69 (dendrochronologisch datiert), Dacherneuerung 19. Jahrhundert, im Innern weitgehend verändert, nach teilweiser Zerstörung 1945–47 wiederaufgebaut | D-5-64-000-530  | weitere Bilder |
| Füll 8; Agnesgasse 7 (Standort)                                            | Ehemaliges Kaufmannsanwesen                                                    | Vierflügelige Anlage Vorderhaus: viergeschossiger Sandsteinquaderbau mit Satteldach, Giebeldacherker und Schleppgauben, barockes Holzchörlein, im Kern von 1437/38 (dendrochronologisch datiert), dabei Teile des Vorgängerbaus des 13. Jahrhunderts integriert, Umbauten und Fassadenänderungen um 1770 und 1831 Rückgebäude: dreigeschossiger Sandsteinquaderbau mit Satteldach und hofseitigem Aufzugserker, im Kern von 1439 (dendrochronologisch datiert), umfangreiche Umbauten und Dacherker um „1594“ (bezeichnet) Sogenanntes Waschhaus: zweigeschossiger Sandsteinbau mit Pultdach, um 1550 Westlicher Verbindungsgang zwischen Vorder- und Rückgebäude: dreigeschossiger hölzerner Galeriebau mit Flachdach und gedrechselten Balusterbrüstungen, im Kern um 1439, Umbau bezeichnet „1769“, weitgehend erneuert 2003 | D-5-64-000-532  | weitere Bilder |
| Füll 12; Agnesgasse 11 (Standort)                                          | Ehemaliges Patrizier- und Kaufmannsanwesen, sogenanntes Haus zum weißen Schwan | Dreiflügelige Anlage Vorderhaus: viergeschossiger traufständiger Sandsteinquaderbau mit Satteldach, Fachwerk-Aufzugszwerchhaus mit vorkragendem Walmdach und Schleppgauben, bezeichnet „1563“, Veränderungen Anfang 18. Jahrhundert, Fassadenänderungen bezeichnet „1777“, weitere Innen- und Fassadenumbauten 1873 und 1913, Fassadenfreilegung und Neuanbringung des barocken Holzchörleins (ehemals Adlerstraße 28) 1976/77 Seitenflügel: dreigeschossiger Sandsteinquaderbau mit Pultdach, vorgesetzte Holzgalerien, im Kern 1561–63 (dendrochronologisch datiert), massive Erneuerung des Erdgeschosses 1873 Rückgebäude: dreigeschossiger Traufseitbau mit Frackdach und Aufzugszwerchhaus, Erd- und erstes Obergeschoss Sandsteinquadermauerwerk, zweites Obergeschoss und Zwerchhaus in Fachwerk, im Kern von 1561–63 (dendrochronologisch datiert), Umbau 1873, Fachwerkfreilegung 1980 | D-5-64-000-534  | weitere Bilder |
| Füll 15 (Standort)                                                         | Balkon-Brüstungsgitter                                                         | Rokoko, um 1740; an Wiederaufbau | D-5-64-000-535  | weitere Bilder |
| Fünferplatz 7; Rathausplatz 2 (Standort)                                   | Rathaus, sogenannter Wolff’scher Bau                                           | Dreiflügelanlage um Arkadenhof, dreigeschossiger Sandsteinquaderbau mit Satteldächern, repräsentative Westfassade mit turmartigen Dachaufbauten und Laternenaufsätzen mit Haubendächern, 1616–22 von Jakob Wolff dem Jüngeren | D-5-64-000-1589 | weitere Bilder |
| Fünferplatz 7; Rathausplatz 2 (Standort)                                   | Rathaus, gotischer Trakt                                                       | Im Süden: zweigeschossiger verputzter Sandsteinbau mit Satteldach und östlichem Ziergiebel, 1332–40 unter Stadtbaumeister Philipp Groß | D-5-64-000-1589 | weitere Bilder |
| Fünferplatz 1; Theresienstraße 2 (Standort)                                | Rathaus, Beheimscher Ratsstubentrakt                                           | Nördlich anschließend: dreigeschossiger Sandsteinquaderbau mit Satteldach und reichem Stab- und Maßwerkdekor, 1514/15 von Hans Behaim dem Älteren; mit Ausstattung | D-5-64-000-1589 | weitere Bilder |
| Fünferplatz 2 (Standort)                                                   | Rathauserweiterungsbau am Fünferplatz                                          | Viergeschossige Vierflügelanlage um einen Innenhof, Sandsteinquaderbau mit Walmdächern und Dacherkern, Nachahmung der deutschen Frührenaissance, mit ehemaligem Ratskeller, westlich vorgelagerter polygonaler Sandstein-Treppenturm mit Haubendach, 1896–99 von Hans Pylipp und Josef Schmitz, 1945 teilzerstört und 1950–52 vereinfacht wiederaufgebaut | D-5-64-000-536  | weitere Bilder |
| Fünferplatz 7; Rathausplatz 2; Theresienstraße 2; Fünferplatz 1 (Standort) | Brunnen, sogenannter Rathausbrunnen bzw. Puttenbrunnen                         | Flaches muschelförmiges Bronzebecken von 1549, darauf kannelierte Bronzesäule (bezeichnet „1557“) mit Putto, von Pankraz Labenwolf nach einem Holzmodell des Bildschnitzers Hans Peisser | D-5-64-000-1591 | weitere Bilder |

### G
| Lage                     | Objekt                                  | Beschreibung | Akten-Nr.      | Bild           |
| ------------------------ | --------------------------------------- | --- | -------------- | -------------- |
| Geiersberg (Standort)    | Brunnen, sogenanntes Geiersbrünnlein    | Bronzefigur eines Geiers mit Nest auf Bronze-Postament, Entwurf von Georg Leistner, Guss von Christoph Lenz, 1906, Becken erneuert | D-5-64-000-598 | weitere Bilder |
| Geiersberg 2 (Standort)  | Ehemaliges Handwerkerhaus               | Dreigeschossiges Eckhaus mit Satteldach, Erdgeschoss Sandsteinquadermauerwerk, Obergeschosse freigelegtes Fachwerk, vorspringende Aufzugsvorrichtung am Dachfirst, im Kern nach 1488 (dendrochronologisch datiert), modern bezeichnet „1605 Zum goldenen Pelikan“, wesentlicher Umbau und Fachwerkfassade um 1622/23 (dendrochronologisch datiert) sowie im 18. Jahrhundert, weiterer Umbau und neugotische Zutaten zweites Viertel 19. Jahrhundert | D-5-64-000-594 | weitere Bilder |
| Geiersberg 4 (Standort)  | Ehemaliges Gasthaus zum Schwarzen Kreuz | Zweigeschossiger scheunenartiger Sandsteinquaderbau mit Satteldach, Aufzugserkern und Schleppgauben, rückseitig hölzerne Hochlaube und Giebeldacherker, im Kern spätes 16. Jahrhundert, nach einem Brand wiederaufgebaut um 1654, Hauszeichen modern bezeichnet „1654 Zum schwarzen Kreuz“, Veränderungen und Kranzgesims erste Hälfte 19. Jahrhundert                                                                                              | D-5-64-000-595 | weitere Bilder |
| Geiersberg 11 (Standort) | Altes Wirtshaus „Zum goldenen Geier“    | Wohnhaus, ehemaliges Pfründnerhaus, 1612 bis 1993 Gasthaus, dreigeschossiger Eckbau mit Halbwalmdach und Schleppgauben, Erd- und teilweise 1. Obergeschoss Sandstein verputzt, im Übrigen Fachwerk verputzt, Giebel freigelegtes Fachwerk, errichtet dendro. dat. 1433, Erneuerung des Daches 2. Hälfte 19. Jahrhundert | D-5-64-000-596 | weitere Bilder |
| Geiersberg 17 (Standort) | Ehemaliges Handwerkerhaus               | Dreigeschossiger Traufseitbau mit Satteldach und Aufzugserker, Erdgeschoss Sandsteinquadermauerwerk, Obergeschosse freigelegtes Fachwerk, im Kern nach 1551 (dendrochronologisch datiert), Umbauten und Anbau nach 1605 (dendrochronologisch datiert), Dachbereich 1945 zerstört und 1984/85 wiederaufgebaut | D-5-64-000-597 | weitere Bilder |

### H
| Lage | Objekt                                                      | Beschreibung | Akten-Nr.       | Bild           |
| --- | ----------------------------------------------------------- | --- | --------------- | -------------- |
| Hans-Sachs-Platz; Hans-Sachs-Platz 1 (Standort)                                                           | Hans-Sachs-Denkmal                                          | Bronzefigur des sitzenden Dichters und Meistersingers Hans Sachs, Entwurf und Modell von Konrad Kraußer 1873, Guss von Christoph Lenz 1874, Granitsockel erneuert | D-5-64-000-716  | weitere Bilder |
| Hauptmarkt 1; Hauptmarkt 2 (Standort)                                                                     | Portal des im Zweiten Weltkrieg zerstörten Fleischhauses    | Stichbogenportal mit Pilastergliederung und reichem Volutenbesatz, auf dem Gebälk Skulptur eines liegenden Steppenrinds, Sandstein, Spätrenaissance, 1599, Skulptur erneuert von Emil Zentgraf, 1951 | D-5-64-000-2738 | weitere Bilder |
| Hauptmarkt 2 (Standort)                                                                                   | Fleischbrücke                                               | Einjochige Bogenbrücke aus Sandsteinquadern, die Pegnitz zwischen Kaiserstraße und Hauptmarkt überspannend, beidseitig mit kanzelartigen Auskragungen im Bogenscheitelpunkt, 1596/98 unter Stadtwerkmeister Jakob Wolff dem Älteren nach Konstruktion des Zimmermeisters Peter Carl | D-5-64-000-474  | weitere Bilder |
| Hauptmarkt 9 (Standort)                                                                                   | Holzchörlein                                                | Aus ergänzten Resten eines Chörleins des frühen 18. Jahrhunderts, seit 1975 an Neubau angebracht | D-5-64-000-727  | weitere Bilder |
| Hauptmarkt 14 (Standort)                                                                                  | Katholische Pfarrkirche Unsere Liebe Frau (Frauenkirche)    | Dreischiffige Hallenkirche mit Langchor und westlicher Vorhalle mit Michaelschor, Sandsteinquaderbau mit Satteldach, wohl von Peter Parler, 1352–1358, 1487 Erneuerung der Sakristei, 1596 und 1682 Umgestaltung des Innenraums durch Einziehung von Emporen, neugotische Restaurierung der Vorhalle 1818/20 und der Westgiebel 1835 durch Carl Alexander Heideloff sowie neugotische Überformung der Fassaden und Neuausstattung 1879/81 durch August von Essenwein, Wiederherstellung des 1945 bis auf die Umfassungsmauern zerstörten Kirchenbaus bis 1955 durch Architekt Josef Fritz; mit Ausstattung                                      | D-5-64-000-728  | weitere Bilder |
| Hauptmarkt 18 (Standort)                                                                                  | Ämtergebäude der Stadtverwaltung, sogenanntes Neues Rathaus | Zweiflügeliger fünfgeschossiger Stahlbeton-Skelettbau mit Walmdach, im Erdgeschoss Ladenzeile mit Vordach und Durchgang, im Inneren geschwungene Treppenhäuser, Planung von Kurt Schneckendorf (Hochbauamt), 1951, errichtet ab 1954/55 | D-5-64-000-2383 | weitere Bilder |
| Hauptmarkt 25; Winklerstraße 22 (Standort)                                                                | Industrie- und Handelskammer                                | Viergeschossiger, verputzter Sandsteinquadereckbau mit Satteldächern, Schweifgiebeln und Eckerker mit Spitzhelm, im Kern zwei Bürgerhäuser des 16. Jahrhunderts, umgebaut 1909/10, Fassadensgraffiti und Portalumrahmung von Max Heilmaier und Georg Kellner, 1910, Hausfigur: Bronzefigur eines Ritters, von Johannes Seiler, 1910, wiederaufgebaut von Karl Kröck 1949/50 Zugehörig Saalbau in der Winklerstraße: zweigeschossiger Satteldachbau mit Sandsteinfassaden und Sandsteinreliefs (Kopie nach Adam Kraft), im Inneren zwei Säle und offene Treppenanlage als Foyer, nach Plänen von Karl und Helmut Kröck, 1955/56; mit Ausstattung | D-5-64-000-729  | weitere Bilder |
| Hirschelgasse 11 (Standort)                                                                               | Tuchersches Gartenanwesen                                   | Frührenaissanceschloss mit spätgotischen Elementen, dreigeschossiger mehrgliedriger Sandsteinquaderbau mit Satteldächern, runder Sandsteintreppenturm mit Trabantentürmchen und Haubendächern, Sandsteinchörlein in Formen der italienischen Renaissance, Hof- und Gartenfassade mit Gesims- und Halbsäulengliederung, westlicher Seitenflügel im Obergeschoss Sichtfachwerk, östlicher Seitenflügel Backstein, 1533/44 wohl von Paulus Behaim unter Mitwirkung von Peter Flötner, nach Teilzerstörung 1945 wiederaufgebaut 1967–69 Im Garten Brunnenbassin mit Sandsteinfigur eines Jägers, erste Hälfte 18. Jahrhundert                       | D-5-64-000-787  | weitere Bilder |
| Hirschelgasse 36; Hirschelgasse 38; Hirschelgasse 40; Hirschelgasse 42; Äußere Laufer Gasse 29 (Standort) | Wohnhausanlage mit Zweigstelle der Stadtsparkasse           | Dei- bis viergeschossige, dreiflügelige Anlage mit Walm- und Flachdächern, Innenhof mit vorgelagertem Treppenhaus, 1953/54 von Sep Ruf | D-5-64-000-2317 | weitere Bilder |

### I
| Lage                                          | Objekt                                           | Beschreibung | Akten-Nr.      | Bild           |
| --------------------------------------------- | ------------------------------------------------ | --- | -------------- | -------------- |
| Innere Laufer Gasse 11 (Standort)             | Bürgerhaus                                       | Viergeschossiger Traufseitbau mit Satteldach und großem, reich profilierten Fachwerk-Aufzugserker, breit gelagerter Sandsteinquaderbau, rückseitig Fachwerkobergeschosse auf Sandsteinerdgeschoss, ursprünglich zwei Einzelgebäude nach 1463 (dendrochronologisch datiert), wohl im 16. Jahrhundert in einem Baukörper vereinigt (bezeichnet „1554“), Zutaten des frühen 17. Jahrhunderts (1630/31 dendrochronologisch datiert)                                                                               | D-5-64-000-864 | weitere Bilder |
| Innere Laufer Gasse 27 (Standort)             | Ehemaliges Pfragneranwesen                       | Fünfgeschossiger schmaler Traufseitbau mit steilem Satteldach, Sandsteinbau, wohl Ende 16./Anfang 17. Jahrhundert | D-5-64-000-865 | weitere Bilder |
| Innere Laufer Gasse 27 (Standort)             | Ehemaliges Pfragneranwesen: Rückgebäude          | Zweigeschossiger Fachwerkbau, durch schmalen Flügel mit Vorderhaus verbunden, wohl 17. Jahrhundert, zum Teil erneuert | D-5-64-000-865 | BW             |
| Innere Laufer Gasse 37 (Standort)             | Wohnhaus mit Bäckerei                            | Schmaler dreigeschossiger Eckbau mit Mansardwalmdach, Erd- und erstes Obergeschoss Sandsteinquadermauerwerk, zweites Obergeschoss Fachwerk verputzt, dendrochronologisch datiert 1418/19, Umbauten bezeichnet „1569“, um 1720/30 und 20. Jahrhundert | D-5-64-000-866 | weitere Bilder |
| Innerer Laufer Platz 3a (Standort)            | Sogenannter Laufer Schlagturm                    | Torturm der vorletzten Stadtbefestigung, hoher Sandsteinquaderbau, im Kern nach Mitte 13. Jahrhundert, oberer zweigeschossiger Aufsatz um 1508, erneuerter Spitzhelm mit Laterne, Tordurchfahrt bezeichnet „1508“, 1944 ausgebrannt, 1956 in Stand gesetzt; nördlich an den Turm anschließend kleiner Teil der Stadtmauer, 13. Jahrhundert | D-5-64-000-86  | weitere Bilder |
| Innerer Laufer Platz 11 (Standort)            | Gymnasium (Willstätter-Gymnasium)                | Drei- bzw. viergeschossiger Schulbau bestehend aus viereckigem Atriumbau und westlich angebautem Turnhallenflügel, Stahlbetonskelett- und Sandsteinquaderbauten mit Flachdächern, 1955/56 erbaut nach Planung von Regierungsbaurat Konrad (Landbauamt Nürnberg), mit Kunst am Bau von Ingram Spengler (Sgraffiti im Atriumhof) und anderen farbigen Wandgestaltungen | D-5-64-000-867 | weitere Bilder |
| Innerer Laufer Platz 11 (Standort)            | Allerheiligenkapelle                             | Zugehörig die sogenannte Allerheiligenkapelle (Landauerkapelle) des ehemaligen Landauerschen Zwölfbruderhauses am Inneren Laufer Platz, Sandsteinquaderbau mit Satteldach, kurze dreischiffige Halle mit Netzrippengewölbe, 1506/07 von Hans Beheim dem Älteren | D-5-64-000-867 | weitere Bilder |
| Nähe Innerer Laufer Platz (Standort)          | Brunnen, sogenannter Volksdichter-Grübel-Brunnen | Bronzestatue des Nürnberger Volksdichters Konrad Grübel, Bronzesockel mit Inschriftkartusche in neubarocker Formensprache, von F. Rösner und Christoph Lenz (Guss) nach dem Entwurf von Friedrich Wanderer, bezeichnet „1881“ | D-5-64-000-868 | weitere Bilder |
| Irrerstraße 1 (Standort)                      | Ehemaliges Irrerbad (Weißgerberbad)              | Zweigeschossiger Kopfbau mit steilem Satteldach, Giebeldacherkern und Schleppgauben, Erdgeschoss massiv verputzt, seitlich vorkragendes Obergeschoss Fachwerk verputzt, originale Tür und polygonaler Stützpfeiler im Innern, über Vorgängerbauten des 11. Jahrhunderts und von 1326 neu errichtet dendro. dat. 1510, Umbauten 1691, Fachwerkerneuerung um 1710 (dendrochronologisch datiert), weitere Umbauten 1837 und 1907/08, nach Zerstörung 1945 Abbruch von Dach und Fachwerkgiebel, Wiederaufbau 2005 | D-5-64-000-872 | weitere Bilder |
| Irrerstraße 2 (Standort)                      | Bürgerhaus                                       | Viergeschossiger traufständiger Sandsteinquaderbau mit Satteldach, Aufzugserker und Giebeldacherkern, Ende 16./Anfang 17. Jahrhundert, Aufzugserker um 1650, barock bereichert (Holzchörlein) um 1710 | D-5-64-000-873 | weitere Bilder |
| Irrerstraße 3; Weißgerbergasse 2 a (Standort) | Ehemaliges Handwerkerhaus                        | Zweigeschossiger, zur Weißgerbergasse hin dreigeschossiger Traufseitbau mit Frackdach, Fachwerkaufzugserker und Dacherker mit Schleppdach, Erdgeschoss Sandsteinquadermauerwerk, südseitig verputzt, Obergeschosse freigelegtes Fachwerk, spätes 16. Jahrhundert, Dacherker erneuert | D-5-64-000-874 | weitere Bilder |
| Irrerstraße 5 (Standort)                      | Ehemaliges Handwerkerhaus                        | Dreigeschossiger Traufseitbau mit Satteldach, Erdgeschoss Sandstein verputzt, Obergeschosse Fachwerk verputzt, 16./17. Jahrhundert, moderner Ladeneinbau | D-5-64-000-875 | weitere Bilder |
| Irrerstraße 9 (Standort)                      | Ehemaliges Handwerkerhaus, später Gasthaus       | Dreigeschossiger breiter Traufseitbau mit Satteldach und Schleppgauben, Erdgeschoss Sandstein verputzt, Obergeschosse freigelegtes Fachwerk, im Kern zweite Hälfte 15. Jahrhundert, Aufstockung des zweiten Obergeschosses wohl um 1500, Umbau um „1672“ (bezeichnet) | D-5-64-000-876 | weitere Bilder |
| Irrerstraße 11 (Standort)                     | Bürgerhaus                                       | Dreigeschossiger Sandsteinquaderbau, traufständiges Eckhaus mit Satteldach, Obergeschosse zum Teil verputzt, im Kern 16. Jahrhundert, Ladeneinbau, Holzchörlein und Dach mit Schleppgauben zweite Hälfte 20. Jahrhundert | D-5-64-000-877 | weitere Bilder |
| Irrerstraße 13 (Standort)                     | Ehemalige Badstube, später Gasthaus              | Dreigeschossiges verputzter Traufseitbau in Ecklage, mit Frackdach, schrägen Schleppgauben und flachem Risalit, westlich eingeschossiger Pultdachanbau, rückseitig quergestellt viergeschossiger Satteldachanbau mit massivem Erdgeschoss und Fachwerkobergeschossen, dendrochronologisch datiert 1394, bauliche Veränderungen dendrochronologisch datiert 1550, 1774 und 1873, nach Zerstörungen 1945 teilweise wiederaufgebaut                                                                              | D-5-64-000-878 | weitere Bilder |

### K
| Lage                     | Objekt                                           | Beschreibung | Akten-Nr.      | Bild           |
| ------------------------ | ------------------------------------------------ | --- | -------------- | -------------- |
| Karlsbrücke (Standort)   | Karlsbrücke                                      | Bogenbrücke aus Sandsteinquadermauerwerk, nördlicher Abschnitt mit zwei Segmentbogen, im Kern 1486, südlicher Abschnitt mit zwei Segmentbogen, barockem Dekor sowie zwei Obelisken mit Kriegsadler und Friedenstaube, 1728 unter Christoph Gottlieb Volckamer errichtet | D-5-64-000-951 | weitere Bilder |
| Karlstraße 13 (Standort) | Giebelfassade                                    | Sandsteinquadermauerwerk, reicher Spätrenaissancedekor, um 1600, barock bereichert um 1720, in Neubau von 1969 integriert, im Gebäudeinneren Teile der Stuckdecke des Vorgängerbaus im zweiten Obergeschoss übernommen, um 1740                                         | D-5-64-000-949 | weitere Bilder |
| Karlstraße 13 (Standort) | Flügelbau einer ehemaligen dreiflügeligen Anlage | Dreigeschossiger Bau mit Pultdach, Schleppgaube und Aufzugserker mit vorkragendem Walmdach, Erdgeschoss Sandstein, spätes 15. Jahrhundert, Obergeschosse Fachwerk mit hölzernen Spätrenaissancegalerien, um 1600                                                        | D-5-64-000-950 | BW             |

### L
| Lage                                      | Objekt                                                  | Beschreibung | Akten-Nr.       | Bild           |
| ----------------------------------------- | ------------------------------------------------------- | --- | --------------- | -------------- |
| Lammsgasse 8 (Standort)                   | Bürgerhaus                                              | Dreigeschossiger traufständiger Sandsteinquaderbau mit Satteldach und Giebeldacherkern, im Kern 16. Jahrhundert, Umbauten des 17. und 18. Jahrhunderts, barockes Holzchörlein um 1720 | D-5-64-000-1163 | weitere Bilder |
| Lammsgasse 12; Lammsgasse 12 a (Standort) | Bürgerhaus                                              | Dreiflügelanlage mit Innenhof Vorderhaus: viergeschossiger traufständiger Sandsteinquaderbau mit Satteldach und Giebeldacherkern, spitzbogiger Tordurchfahrt und barockem Doppelflügeltor, im Kern spätmittelalterlich, wesentliche Umbauten des 16. bis 19. Jahrhunderts, nach Zerstörung 1945 ab dem ersten Obergeschoss einschließlich Holzchörlein erneuert Rückgebäude: dreigeschossiger Sandsteinquaderbau mit Satteldach, Fachwerk-Aufzugsgaube und Schleppgauben, Giebeldreieck freigelegtes Fachwerk, im Kern nach 1421 (dendrochronologisch datiert), Dacherker bezeichnet „1560“, an der Fassade Stephanusrelief, bezeichnet „1606“ Östlicher Seitenflügel: dreigeschossiger Bau mit Pultdach und hölzerner Altane, 16./17. Jahrhundert | D-5-64-000-1164 | weitere Bilder |
| Lammsgasse 14 (Standort)                  | Ehemaliger Schürstabhof, später Gasthof Zum weißen Lamm | Ehemalige stattliche Vierflügelanlage, nach Zerstörung 1945 weitgehend erneuert Vorderhaus: drei- bis viergeschossiger verputzter Sandsteinbau, langgestreckter Traufseitbau mit Frackdach, Giebel- bzw. Schleppdacherkern und Holzchörlein, im Kern spätmittelalterlich, Umbauten im 16. bis 19. Jahrhundert, heutige Fassadengestalt weitgehend 1862, Dacherker von 1927 | D-5-64-000-1165 | weitere Bilder |

### M
| Lage                                      | Objekt                          | Beschreibung | Akten-Nr.       | Bild           |
| ----------------------------------------- | ------------------------------- | --- | --------------- | -------------- |
| Maxbrücke (Standort)                      | Maxbrücke                       | Dreijochige Sandsteinquaderbrücke mit flachen Segmentbögen, zwischen Maxplatz und Unschlittplatz die Pegnitz überspannend, Geländer mit neugotischem Maßwerk aus Gusseisen, Vorgängerbau von 1457, 1850/52 nach Plänen von Bernhard Solger vollständig erneuert                                                                                                   | D-5-64-000-1294 | weitere Bilder |
| Maxplatz 7 (Standort)                     | Bürgerhaus                      | Dreiseitig freistehendes Eckhaus, dreigeschossiger Sandsteinquaderbau mit Satteldach, Dacherkern mit Zeltdächern im Neu-Nürnberger Stil und Giebelfassade mit romanisierendem Rundbogenfries, von Steinmetzmeister Konrad Heinrich Schabdach errichtet, 1840, Dacherker 1893                                                                                      | D-5-64-000-1283 | weitere Bilder |
| Maxplatz 8 (Standort)                     | Sogenannter Weinstadel          | Langgestreckter freistehender dreigeschossiger Bau mit hohem Satteldach und Schleppgauben, Erdgeschoss Sandsteinquadermauerwerk, die beiden vorkragenden Obergeschosse freiliegendes Fachwerk, südseitig Holzgalerien an den Obergeschossen, 1446–48 als Sondersiechenhaus erbaut, seit 1571 Weinstadel, Umbau zu Studentenwohnheim zweite Hälfte 20. Jahrhundert | D-5-64-000-1284 | weitere Bilder |
| Maxplatz 10 (Standort)                    | Verbindungsbau                  | Östlich im ersten Obergeschoss an den sogenannten Wasserturm anschließend, brückenartiger Fachwerkbau mit Satteldach und Schleppgauben | D-5-64-000-1284 | BW             |
| Maxplatz 27; Nägeleinsplatz 20 (Standort) | Bürgerhaus                      | Dreigeschossiger traufständiger Sandsteinquaderbau mit Mansarddach und Giebeldacherkern, im Kern nach 1428 (dendrochronologisch datiert), weitgehende Erneuerung und Dachumbau um 1720, rückseitig zweigeschossiger Aufzugserker aus Fachwerk von 1874 | D-5-64-000-1286 | weitere Bilder |
| Maxplatz 29 (Standort)                    | Bürgerhaus                      | Dreigeschossiger traufständiger Sandsteinquaderbau mit steilem Satteldach und Giebeldacherkern, rückseitig Aufzugserker mit vorkragendem Walmdach und Schleppgauben, rückseitig im zweiten Obergeschoss freigelegte Fachwerkfassade, nach 1594 (dendrochronologisch datiert), Rokoko-Bereicherungen um 1750/60, nordseitige Giebeldacherker Mitte 19. Jahrhundert | D-5-64-000-1287 | weitere Bilder |
| Maxplatz 35 (Standort)                    | Gasthaus zum Kettensteg         | Zweigeschossiger Sandsteinquaderbau mit Pultdach und Zwerchhaus, Obergeschoss verputzt, rückseitig angebaut an Stadtmauer (Hallertor), südseitig zur Pegnitz auskragender Eckerker mit Zeltdach, 1862 über älterem Kern wohl des 16. Jahrhunderts, umgebaut 1909 nach Planung von Ochsenmayer & Wißmüller                                                         | D-5-64-000-1289 | weitere Bilder |
| Maxplatz 46 (Standort)                    | Bürgerhaus                      | Dreigeschossiger, traufständiger Steildachbau mit Zwerchhaus und Fachwerkobergeschossen, straßenseitig Obergeschosse durch Massivmauerwerk ersetzt, im Kern 15. Jahrhundert, ursprünglich zwei Gebäude, das westliche wohl Gerberhaus, vor 1811 vereint, Zwerchhaus von 1864, Schaufensteröffnungen von 1904                                                      | D-5-64-000-2771 | weitere Bilder |
| Maxplatz 46 a (Standort)                  | Bürgerhaus                      | Viergeschossiges Traufseithaus mit Satteldach und Giebeldacherkern, verputzter Massivbau, im Kern 16./17. Jahrhundert, wesentlicher Umbau drittes Viertel 19. Jahrhundert, Neurenaissance-Zutaten, zweigeschossiges Holzchörlein von 1877/78 und 1899 | D-5-64-000-1290 | weitere Bilder |
| Auf der Museumsbrücke (Standort)          | Denkmäler auf der Museumsbrücke | Zwei Sandsteindenkmäler mit Bronzearbeiten von Jeremias Eisler, barock, 1700 | D-5-64-000-1074 | weitere Bilder |

### N
| Lage                              | Objekt             | Beschreibung | Akten-Nr.       | Bild |
| --------------------------------- | ------------------ | --- | --------------- | ---- |
| Neutorstraße 8, 12, 14 (Standort) | Wohnhaus mit Laden | viergeschossiger Satteldacheckbau mit Sandsteinerdgeschoss und verputzten Obergeschossen, nördlich angebaut dreigeschossiger Querbau mit Satteldach, bez. Adolf Kochherr, 1949/50; an der Südfassade barockes Holzchörlein, 1979 hierher versetzt; zugehörig mittelalterlicher Gewölbekeller | D-5-64-000-4190 | BW   |

### O
| Lage                                                    | Objekt                                                      | Beschreibung | Akten-Nr.       | Bild           |
| ------------------------------------------------------- | ----------------------------------------------------------- | --- | --------------- | -------------- |
| Obere Krämersgasse 3 (Standort)                         | Ehemaliges Handwerkerhaus                                   | Viergeschossiger schmaler Traufseitbau mit Pultdach und Dachgaube, Erdgeschoss massiv, Obergeschosse Fachwerk verputzt, im Kern Mitte 15. Jahrhundert, Aufstockung dendro. dat. 1621, Umbau 1888, Fassade nach 1945 erneuert | D-5-64-000-1421 | weitere Bilder |
| Obere Krämersgasse 10 (Standort)                        | Bürgerhaus                                                  | Schmaler dreigeschossiger Traufseitbau, Erdgeschoss Sandsteinquadermauerwerk, Fachwerkobergeschosse, im Kern nach 1438 (dendrochronologisch datiert), rückseitig bis auf oberstes Fachwerkgeschoss Sandsteinfassade, Umbauten des 16./17. Jahrhunderts, Giebelerker aus Fachwerk 19. Jahrhundert | D-5-64-000-1422 | weitere Bilder |
| Obere Krämersgasse 12 (Standort)                        | Bürgerhaus                                                  | Dreigeschossiger traufständiger Sandsteinquaderbau, steiles Satteldach mit breitem Sandstein-Dacherker mit Pultdach sowie Holz-Dachgauben mit Zeltdächern, rückseitig Fachwerkfassade, im Kern Fachwerkbau um 1400 (1394, 1396 dendrochronologisch datiert), massiver Umbau wohl spätes 16./frühes 17. Jahrhundert | D-5-64-000-1423 | weitere Bilder |
| Obere Krämersgasse 14 (Standort)                        | Bürgerhaus                                                  | Viergeschossiger Sandsteinquaderbau, rückseitig verputzt, Traufseitbau mit Satteldach, um 1615/17 (dendrochronologisch datiert), Giebeldacherker aus Fachwerk 1875 | D-5-64-000-1424 | weitere Bilder |
| Obere Krämersgasse 16 (Standort)                        | Bürgerhaus                                                  | Dreigeschossiger Traufseitbau mit Satteldach und Giebeldacherkern, Erd- und erstes Obergeschoss aus Sandsteinquadern, rückseitig verputzt, zweites Obergeschoss Fachwerk, im Kern Ständerbau nach 1345 (dendrochronologisch datiert), Umbau nach 1564 (dendrochronologisch datiert), Fassadenänderungen des 17. Jahrhunderts, Giebelerker aus Fachwerk 19. Jahrhundert, Fachwerkfreilegung 1988/89 | D-5-64-000-1425 | weitere Bilder |
| Obere Krämersgasse 20 (Standort)                        | Bürgerhaus                                                  | Viergeschossiges Eckhaus mit Satteldach und Flachdacherweiterung, Erd- und erstes Obergeschoss Sandstein, zum Teil verputzt, zweites und drittes Obergeschoss Fachwerk verputzt, im Kern nach 1387 (dendrochronologisch datiert), Umbauten und Fassadenänderungen nach 1550 (dendrochronologisch datiert), Dacherker des 19. Jahrhunderts | D-5-64-000-1426 | weitere Bilder |
| Obere Krämersgasse 22 (Standort)                        | Bürgerhaus                                                  | Viergeschossiger traufständiger Sandsteinquaderbau, rückseitig verputzt, Satteldach und Fachwerk-Dacherker mit vorkragendem Walmdach, rückseitig Schleppgauben und Aufzugserker mit Schleppdach, um 1500 | D-5-64-000-1427 | weitere Bilder |
| Obere Schmiedgasse 11 (Standort)                        | Chörlein                                                    | Anfang 18. Jahrhundert | D-5-64-000-1431 | weitere Bilder |
| Obere Schmiedgasse 28 (Standort)                        | Bürgerhaus                                                  | Zweigeschossiger traufständiger Sandsteinquaderbau mit Satteldach und Giebelerker, im Kern bezeichnet „1543“, nach weitgehender Zerstörung nach 1945 wiederaufgebaut | D-5-64-000-1432 | weitere Bilder |
| Obere Schmiedgasse 44 (Standort)                        | Felsenkeller                                                | Tonnengewölbter Raum mit Treppenanlage, wohl 17. Jahrhundert oder älter, vom rückwärtigen Hof aus erschlossen | D-5-64-000-2482 | BW             |
| Obere Schmiedgasse 58 (Standort)                        | Bürgerhaus                                                  | Dreigeschossiges Eckhaus mit steilem Satteldach, Erdgeschoss Sandsteinquadermauerwerk, Obergeschosse freiliegendes Fachwerk, wohl vor 1500, nach teilweiser Beschädigung 1945 im Innern weitgehend verändert | D-5-64-000-1436 | weitere Bilder |
| Obere Schmiedgasse 64; Obere Schmiedgasse 66 (Standort) | Sogenanntes Pilatushaus, auch „Haus zum geharnischten Mann“ | Ehemals zwei Handwerkerhäuser, 1927 miteinander verbunden, viergeschossiger Kopfbau mit dreigeschossigem Satteldach und Schleppgauben, polygonales vorkragendes Fachwerk-Giebeltürmchen mit Zeltdach, Erdgeschoss Sandsteinquadermauerwerk, Obergeschosse freiliegendes Fachwerk, Haus Nummer 66 1489 (dendrochronologisch datiert) erbaut, Giebel bzw. Giebelgeschoss wohl nach 1596 (dendrochronologisch datiert) verändert, Haus Nummer 64 im 16. Jahrhundert errichtet, beide Gebäudeteile nach Beschädigung 1945 zum Teil erneuert | D-5-64-000-1437 | weitere Bilder |
| Nähe Obere Schmiedgasse (Standort)                      | Historischer Wasserstollen (Latrine)                        | 1540 urkundlich erwähnt | D-5-64-000-1429 | BW             |
| Obstmarkt 3 (Standort)                                  | Chörlein                                                    | Zweigeschossiges polygonales Sandsteinchörlein an Neubau, mit reicher barocker Ornamentik, mit Volutenkonsolen und Steinhaube, Mitte 17. Jahrhundert | D-5-64-000-1454 | weitere Bilder |
| Spitalgasse; Obstmarkt (Standort)                       | Obstmarktbunker; Bunkerhotel                                | Tiefbunker, sog. Obstmarktbunker, später Hotel, eingeschossige, vielräumige Bunkeranlage, errichtet 1941–42, zum Bunkerhotel umfunktioniert 1948; unter dem Obstmarkt. | D-5-64-000-4820 | BW             |

### P
| Lage                                         | Objekt                               | Beschreibung | Akten-Nr.       | Bild           |
| -------------------------------------------- | ------------------------------------ | --- | --------------- | -------------- |
| Paniersplatz 17 (Standort)                   | Wappenstein                          | Loeffelholz-Held’sches Allianzwappen, barockes, farbig gefasstes Hochrelief, bezeichnet „1758“ von Johann Martin Romsteck | D-5-64-000-1481 | weitere Bilder |
| Paniersplatz 35 (Standort)                   | Bürgerhaus                           | Viergeschossiger Sandsteinquaderbau mit Satteldach, reicher Neubarockdekor mit Jugendstilelementen, zweigeschossiges Sandsteinchörlein, dreigeschossiger Zwerchgiebel mit C-Voluten, um 1904/05 | D-5-64-000-1483 | weitere Bilder |
| Paniersplatz 37 (Standort)                   | Schulgebäude                         | Drei- bis viergeschossige Vierflügelanlage um einen Innenhof, Sandsteinquaderbau im Stil der Neurenaissance, Sattel- bzw. Walmdächer mit Schleppgauben und Dachreiter, zweigeschossiger polygonaler Eckerker mit reichem Neurenaissancedekor, 1914/15 nach Plänen von Heinrich Wallraff, bezeichnet „1915“ | D-5-64-000-1484 | weitere Bilder |
| Nähe Peststadel; Nähe Tetzelgasse (Standort) | Mauerrest des ehemaligen Peststadels | Um 1480 als Kornhaus erbaut, später Remise für Pestwagen, seit 1864 Schulhaus, 1945 zerstört bis auf Reste des Sandsteinquadermauerwerks der Südfassade | D-5-64-000-2740 | weitere Bilder |

### R
| Lage                                | Objekt                                     | Beschreibung | Akten-Nr.       | Bild           |
| ----------------------------------- | ------------------------------------------ | --- | --------------- | -------------- |
| Radbrunnengasse 2 (Standort)        | Bürgerhaus                                 | Dreigeschossiger Traufseitbau mit Satteldach, Backstein-Zwerchgiebel und Giebeldacherkern, verputzter Massivbau, im Kern spätes 16. Jahrhundert, barock bereichert (Holzchörlein) um 1700, Zwerchgiebel und Giebelerker um 1850/60 | D-5-64-000-1582 | weitere Bilder |
| Radbrunnengasse 4 (Standort)        | Bürgerhaus                                 | Viergeschossiger Traufseitbau mit Pultdach und Fachwerk-Aufzugserker, Erdgeschoss massiv verputzt, Obergeschosse Fachwerk verputzt, errichtet 1418, Fassadensanierung 1863 | D-5-64-000-1583 | weitere Bilder |
| Radbrunnengasse 8 (Standort)        | Rokokochörlein                             | Um 1750 | D-5-64-000-1584 | weitere Bilder |
| Rathausplatz; Hauptmarkt (Standort) | Brunnen, sogenannter Schöner Brunnen       | Reich durchbrochene vierfach gestufte Steinpyramide in gotischer Formensprache, ursprünglich Sandstein, reicher Skulpturenschmuck, im Ursprung 1389–96, der Nürnberger Parlerlinie zugeschrieben (wohl Heinrich Beheim), Schutzgitter von Paulus Kuhn um 1587, 1821–24 weitgehende Erneuerung unter Albert Reindel durch die Bildhauer Gottfried und Lorenz Rotermundt, Joseph Ernst von Bandel und Jakob Daniel Burgschmiet, 1897–1902 Herstellung einer vollständigen Kopie aus Muschelkalk | D-5-64-000-730  | weitere Bilder |
| Rathausplatz; Hauptmarkt (Standort) | Brunnen, sogenannter Gänsemännchen-Brunnen | Figur eines Bauern mit zwei Gänsen auf Sockelpodest, Bronzeguss von Pankraz Labenwolf nach einem Holzmodell des Bildschnitzers Hans Peisser, um 1550, Granitbecken erneuert | D-5-64-000-1590 | weitere Bilder |
| Rathausplatz; Hauptmarkt (Standort) | Brunnen, sogenannter Fleischhauerbrunnen   | Wandbrunnen aus Sandstein am ehemaligen Fleischhaus, pyramidaler Aufbau mit üppigem manieristischem Dekor, Kopie (Original um 1600 von Hans Werner) | D-5-64-000-726  | weitere Bilder |

### S
| Lage | Objekt                            | Beschreibung | Akten-Nr.       | Bild           |
| --- | --------------------------------- | --- | --------------- | -------------- |
| Spitalgasse 8; Spitalgasse 10; Spitalgasse 12; Spitalgasse 14; Spitalgasse 16; Spitalgasse 18; Spitalgasse 20; Spitalgasse 22; Vordere Insel Schütt 2 a (Standort) | Heilig-Geist-Spital               | Mehrflügelige, um zwei Innenhöfe gruppierte Baugruppe, Nordtrakt: langgestreckter, viergeschossiger Sandsteinquaderbau mit Satteldach und Arkadenhof, errichtet 1332–39, Wiederaufbau nach Kriegszerstörung vollendet 1963, zugehörig drei durch Querbauten verbundene Längstrakte, sogenannte Bau und Sude, zwei- und dreigeschossige Sandsteinquaderbauten mit Satteldächern, mit je zwei Segmentbögen die Pegnitz überspannend, nach Abbruch der Vorgängerbauten errichtet von Hans Behaim dem Älteren, 1511–27, nach Kriegszerstörung wiederaufgebaut, mit Ausstattung | D-5-64-000-1902 | weitere Bilder |
| Hans-Sachs-Platz 2 (Standort) | Heilig-Geist-Spital: Spitalkirche | Ehemals dreischiffige Basilika, 1332–39, westliche Stirnwand 1557, nördliche Seitenschiffswand 1925/26, verändernder Wiederaufbau nach Kriegszerstörung als Saalbau und Studentenwohnheim, von Baudirektor Julius Lincke und Josef Tudyka, vollendet 1963; Aufbewahrungsort der Reichskleinodien 1424–1796 | D-5-64-000-1902 | weitere Bilder |
| Vordere Insel Schütt 2 a (Standort) | Brunnenanlage im Arkadenhof       | Sogenannter Hanselbrunnen: Bronzestatue eines Schalmeibläsers, spätes 14. Jahrhundert (Kopie) | D-5-64-000-1902 | weitere Bilder |

### T
| Lage                                            | Objekt                                                                                            | Beschreibung | Akten-Nr.       | Bild           |
| ----------------------------------------------- | ------------------------------------------------------------------------------------------------- | --- | --------------- | -------------- |
| Tetzelgasse 4 (Standort)                        | Portalschlussstein des kriegszerstörten Vorgängerbaus                                             | Sandstein, Wappen der Patrizierfamilien Tetzel-Volckamer, um 1720/30 von Johann Martin Romsteck | D-5-64-000-1937 | weitere Bilder |
| Theresienplatz (Standort)                       | Denkmal des Patriziers und Seefahrers Martin Beheim (1459–1507)                                   | Bronzestandbild mit Allegorien des Handels und der Wissenschaft, Steinsockel mit gotisierender Ornamentik, 1889/90 von Johann Rößner (Entwurf) und Christoph Lenz (Guss) | D-5-64-000-1949 | weitere Bilder |
| Theresienstraße 1; Theresienstraße 5 (Standort) | Ämtergebäude des Rathauses                                                                        | Drei- bis viergeschossiger Sandsteinquaderbau mit Walmdächern, Eckturm mit Haubendach und reichem Portal, 1907/09 von Heinrich Wallraff im Neu-Nürnberger Stil errichtet, bei Wiederaufbau nach 1945 verändert | D-5-64-000-1950 | weitere Bilder |
| Theresienstraße 7 (Standort)                    | Ämtergebäude, ehemaliges Haus zur goldenen Rose bzw. Welserhaus, jetzt zum Rathauskomplex gehörig | Drei- bis fünfgeschossige Vierflügelanlage um einen Innenhof, ehemaliger Sandsteinquaderbau, 1509–12 von Hans Behaim dem Älteren, mit Ergänzungen von 1550/60, Wappenstein von Johann Martin Romsteck bezeichnet „1739“, davon Erdgeschosshalle mit Kreuzgratgewölben und spätgotische Hofarchitektur mit Treppenturm erhalten, nach schwerer Zerstörung 1945 ab 1961 modern wiederaufgebaut | D-5-64-000-1951 | weitere Bilder |
| Trödelmarkt 30 (Standort)                       | Wohnhaus mit Gaststätte                                                                           | Dreigeschossiger Satteldachbau mit zwei Erkern und Schleppgauben, verputzter Stahlskelettbau mit Schlackenstein-Ausfachung, auf älterem Sandstein-Kellergeschoss 1883 von der Maschinenbau-Aktiengesellschaft Nürnberg errichtet, bei Wiederaufbau nach 1945 teilweise erneuert | D-5-64-000-1955 | weitere Bilder |
| Tuchgasse 1 (Standort)                          | Holzchörlein                                                                                      | Mit reichem barockem Dekor, 17. Jahrhundert | D-5-64-000-1959 | weitere Bilder |

### U
| Lage                              | Objekt                                                | Beschreibung | Akten-Nr.       | Bild           |
| --------------------------------- | ----------------------------------------------------- | --- | --------------- | -------------- |
| Untere Krämersgasse 16 (Standort) | Ehemaliges Handwerkerhaus                             | Schmaler viergeschossiger Traufseitbau mit Satteldach, Erdgeschoß und erstes Obergeschoß Sandstein, zweites und drittes Obergeschoß sowie Aufzugszwerchhaus Fachwerk, errichtet dendro. dat. 1511, Zwerchhaus dendro. dat. 1554 | D-5-64-000-1991 | weitere Bilder |
| Untere Krämersgasse 18 (Standort) | Bürgerhaus                                            | Wohl ehemaliges Handwerkerhaus, viergeschossiger, langgestreckter Eckbau mit Halbwalmdach, Erdgeschoss Sandsteinquadermauerwerk, Obergeschosse, Giebel und Aufzugszwerchhaus Fachwerk, errichtet dendro. dat. 1454, Aufstockung 3. Obergeschoss und Dach dendro. dat. 1477, Versteinerung Erdgeschoss und Zwerchhaus Mitte 16. Jahrhundert, kleine Giebelgaube Mitte 19. Jahrhundert | D-5-64-000-1992 | weitere Bilder |
| Untere Schmiedgasse 6 (Standort)  | Eckhaus, wohl ehemaliges Handwerkerhaus               | Dreigeschossiger langgestreckter Bau mit Pult- bzw. Mansardwalmdach, Erdgeschoss Sandsteinmauerwerk, Obergeschosse Fachwerk (1974 freigelegt und verändert), im Kern dendro. dat. 1418/19, Mansardwalmdach 18. Jahrhundert | D-5-64-000-2001 | weitere Bilder |
| Untere Söldnersgasse 8 (Standort) | Wappenstein                                           | Barockes Sandsteinrelief mit zwei Wappendarstellungen, 17./18. Jahrhundert | D-5-64-000-2003 | weitere Bilder |
| Untere Talgasse 6 (Standort)      | Ehemaliges Dienstwohnhaus des Bogners (Bogenspanners) | Zweigeschossiges Giebelhaus mit Satteldach, Fachwerkobergeschosse auf massivem Sandsteinsockel, 1536/37 (dendrochronologisch datiert), Fassadenveränderungen und Dachgeschossausbau im 19. und 20. Jahrhundert | D-5-64-000-2004 | weitere Bilder |
| Untere Talgasse 8 (Standort)      | Ehemaliges Herrenschießhaus                           | Dreigeschossiger Renaissance-Sandsteinquaderbau mit Satteldach, Schleppgauben und reich ornamentierte Dacherker, Volutengiebel, gewölbte Erdgeschosshalle zum nördlich anschließenden Schießgraben geöffnet, 1582/83 von Stadtwerkmeister Hans Dietmair | D-5-64-000-2005 | weitere Bilder |
| Untere Talgasse 8 (Standort)      | Ehemaliger Seitenflügel des Herrenschießhauses        | Zweigeschossiger langgestreckter Massivbau mit Satteldach mit Schleppgauben, Fachwerkgiebel, zweistöckiger Aufzugserker mit Walmdach, nach 1441/42 (dendrochronologisch datiert) | D-5-64-000-2005 | BW             |

### V
| Lage                                | Objekt                                                                  | Beschreibung | Akten-Nr.       | Bild           |
| ----------------------------------- | ----------------------------------------------------------------------- | --- | --------------- | -------------- |
| Vestnertorgraben 4 (Standort)       | Ehemaliges Torwächterhaus, sogenanntes Henhäusla                        | Kleines eingeschossiges Fachwerkhaus mit Satteldach, auf der äußeren Futtermauer des Vestnertorgrabens errichtet, Anbau mit Schleppdach, nach 1540/41 (dendrochronologisch datiert)                                                | D-5-64-000-2025 | weitere Bilder |
| Vordere Insel Schütt 2 a (Standort) | Altenheim des Heilig-Geist-Spitals                                      | Zweiflügeliger dreigeschossiger Kopfbau mit Satteldach und Schleppgauben, Sandsteinquadermauerwerk, zur Pegnitz zweigeschossiger hölzerner Laubengang, im Ursprung wohl vor 1620, nach Zerstörung von 1945 1952–54 wiederaufgebaut | D-5-64-000-2057 | weitere Bilder |
| Vordere Insel Schütt 2 a (Standort) | Verwalter- und ehemaliges Pfarrwohnhaus (sogenanntes Sudenpredigerhaus) | Zweigeschossiger Sandsteinquaderbau mit Satteldach und Schleppgauben, Fachwerk-Aufzugserker und zum Teil Fachwerkaufstockung, im Kern nach 1438 (dendrochronologisch datiert), Umbauten des 16. und 18. Jahrhunderts sowie 1953–55 | D-5-64-000-2057 | weitere Bilder |
| Vordere Insel Schütt 2 a (Standort) | Nebengebäude                                                            | Schmaler zweigeschossiger Sandsteinquaderbau mit Satteldach, im Kern vor 1810, nach Zerstörung von 1945 um 1955 wiederhergestellt                                                                                                  | D-5-64-000-2057 | BW             |

### W
| Lage                                                            | Objekt                                                                           | Beschreibung | Akten-Nr.       | Bild                          |
| --------------------------------------------------------------- | -------------------------------------------------------------------------------- | --- | --------------- | ----------------------------- |
| Webersplatz 17; Webersplatz 19 (Standort)                       | Johannes-Scharrer-Gymnasium                                                      | Mehrgliedrige Zweiflügelanlage im Stil der Nürnberger Neurenaissance, dreigeschossige Sandsteinquader- und Backsteinbauten mit Walm- bzw. Satteldächern, Dachgauben mit Zeltdächern sowie Schleppgauben und polygonalem Dachreiter aus Fachwerk, nach Norden lisenengegliederter Sandsteingiebel mit Uhrwerk und Glockenaufsatz, rückseitig runder Treppenturm aus Sandstein mit Fachwerkaufsatz und Zeltdach sowie polygonaler Treppenturm aus Backstein mit Welscher Haube, bezeichnet „1896“, nach Kriegszerstörung wiederaufgebaut bis 1954 | D-5-64-000-2083 | weitere Bilder                |
| Weinmarkt 1, Winklerstraße 37 (Standort)                        | Ehemaliges Interimsrathaus und Kaufmannshaus                                     | Dreiflügelige Anlage, Vorderhaus: viergeschossiges Eckhaus mit Satteldach und Schleppgauben, polygonales Sandstein-Erkertürmchen mit Spitzhelm, Massivbau aus Sandstein und Ziegelstein, Erdgeschoss steinsichtig, im Kern um 1436/37 (dendrochronologisch datiert), spätgotische Reste des frühen 14. Jahrhunderts, drittes Obergeschoss und Dach um 1482 (dendrochronologisch datiert), Fassade barock bereichert um 1710, Innenumbau, Fassadenänderung und Holzchörlein 1905 | D-5-64-000-2098 | weitere Bilder                |
| Weinmarkt 1 a (Standort)                                        | Ehemaliges Interimsrathaus und Kaufmannshaus                                     | Dreiflügelige Anlage: Rückgebäude mit Seitenflügel: viergeschossiger Eckbau mit Satteldächern und Schleppgauben, Massivbau aus Sandstein und Ziegelstein, Erdgeschoss zum Teil steinsichtig, drittes Obergeschoss des Seitenflügels freigelegtes Fachwerk, im Kern um 1436/37 (dendrochronologisch datiert), Innenumbau und Fassadenänderung 1905, nach Zerstörung 1945 bis auf das Erdgeschoss 1955 wiederaufgebaut | D-5-64-000-2098 | weitere Bilder                |
| Weinmarkt 2 (Standort)                                          | Kaufmannshaus                                                                    | Ehemals dreiflügelige Anlage Vorderhaus: viergeschossiger verputzter Massivbau mit dreigeschossigem massivem Seitenflügel, mit gotischem Backsteinlisenengiebel, Satteldach, Giebeldacherkern und Schleppgauben, mittlerer polygonaler Dacherker mit Zeltdach, hofseitig Obergeschosse Fachwerk, im Kern zweite Hälfte 15. Jahrhundert, Fassadenänderung und spätbarocke Bereicherung (Holzchörlein) um 1740, Ladeneinbau im Erdgeschoss 1907, nach Teilzerstörung 1945 wiederaufgebaut Hofarchitektur: dreigeschossige Holzgalerien, Anfang 17. Jahrhundert, nach Teilzerstörung 1945 weitgehend erneuert | D-5-64-000-2099 | weitere Bilder                |
| Weinmarkt 3 (Standort)                                          | Wirtshaus                                                                        | Viergeschossiger Kopfbau mit flachem Satteldach, weitgehend Sandsteinquaderbau, straßenseitig steinsichtig, Ostseite auskragende verputzte Fachwerkobergeschosse, im Kern nach 1575 (dendrochronologisch datiert), wesentliche Umbauten im 17., späten 19. und frühen 20. Jahrhundert, Dach nach Zerstörung 1945 erneuert | D-5-64-000-2100 | weitere Bilder                |
| Weinmarkt 4 (Standort)                                          | Kaufmannshaus                                                                    | Dreiflügelige Anlage, Vorderhaus mit Seitenflügel: viergeschossiger verputzter Sandsteinbau mit Satteldach und Schleppgauben, Aufzugserker mit vorspringendem Walmdach, im Kern spätgotisch, Renaissance-Zutaten um 1560, teilweise Fassadenerneuerung und Innenumbauten 1828/29 und drittes Viertel 19. Jahrhundert, wesentlicher Umbau 1925/26, Dach nach Zerstörung 1945 erneuert | D-5-64-000-2101 | weitere Bilder                |
| Füll 5 (Standort)                                               | Kaufmannshaus                                                                    | Dreiflügelige Anlage, Rückgebäude: dreigeschossiger Sandsteinquaderbau mit abgewalmtem Satteldach und Schleppgauben, Fachwerk-Aufzugserker mit vorkragendem Walmdach, bezeichnet „1551“, Dach nach Zerstörung 1945 erneuert | D-5-64-000-2101 | BW                            |
| Weinmarkt 6 (Standort)                                          | Ehemaliges Patrizieranwesen und Kaufmannshaus (sogenanntes Praun’sches Haus)     | Dreiflügelige Anlage, Vorderhaus: viergeschossiger traufständiger Sandsteinquaderbau mit Satteldach und Schleppgauben, zum Teil verputzt, mittlerer Renaissance-Dacherker mit Spitzhelm, im Kern spätgotisch, wesentlicher Umbau 1606/1617, barockes Holzchörlein um 1730, Innenumbauten zweite Hälfte 19. Jahrhundert, Dach 1945 zerstört und nach 1975 wiederaufgebaut Hofarchitektur: zweiflügelige dreigeschossige Holzgalerien mit Maßwerkbrüstungen und Pultdach, bezeichnet „1606“/„1617“, nach 1975 weitgehend erneuert | D-5-64-000-2102 | weitere Bilder                |
| Füll 7 (Standort)                                               | Ehemaliges Patrizieranwesen und Kaufmannshaus (sogenanntes Praun’sches Haus)     | Dreiflügelige Anlage, Rückgebäude: zweiflügeliger dreigeschossiger Sandsteinquaderbau mit Satteldach und Schleppgauben, zum Teil verputzt, Fachwerk-Aufzugserker mit vorkragendem Walmdach, Seitenflügel hofseitig freigelegtes Fachwerk, bezeichnet „1556“, wesentlicher Umbau 1606/1617, Dach 1945 zerstört und nach 1975 wiederaufgebaut | D-5-64-000-2102 | BW                            |
| Weinmarkt 8 (Standort)                                          | Ehemaliges Kaufmannsanwesen                                                      | Dreiflügelige Anlage, Vorderhaus: viergeschossiger Sandsteinquaderbau, Traufseitbau mit Mansarddach und Giebeldacherkern, im Kern 16. Jahrhundert, Mansarddach um 1730, Ladeneinbau und Fassadenänderungen 1897 Seitenflügel: viergeschossiger Massivbau mit Mansard-Pultdach, wohl um 1600 | D-5-64-000-2103 | weitere Bilder                |
| Füll 9 (Standort)                                               | Ehemaliges Kaufmannsanwesen                                                      | Dreiflügelige Anlage, Rückgebäude: dreigeschossiger verputzter Sandsteinbau, Traufseitbau mit Satteldach und Fachwerk-Aufzugserker, um 1600, nach Teilzerstörung 1945 wiederaufgebaut | D-5-64-000-2103 | BW                            |
| Weinmarkt 10 (Standort)                                         | Portalarchitektur                                                                | Vom kriegszerstörten Vorgängerbau in Neubau übernommen, korbbogige Toröffnung mit Kartusche und Vollsäulen, über profiliertem Gebälk Balkon mit Eisengitter in üppigem Spätbarock-Ornament, um 1725 | D-5-64-000-2104 | weitere Bilder                |
| Weinmarkt 12 a (Standort)                                       | Ehemaliges Kaufmannshaus                                                         | Viergeschossiger verputzter Sandsteinbau mit kleinem Innenhof, Eckhaus mit Backstein-Lisenengiebel, Satteldach und Schleppgauben, mittlerer Dacherker mit Maßwerkbrüstung und Spitzhelm, im Kern nach 1341 (dendrochronologisch datiert), nördlicher Anbau nach 1393 (dendrochronologisch datiert), Umbau um 1600, barocke Fassadenänderungen um 1700, weitere Umbauten 1864 und um 1885, Dach nach Zerstörung 1945 erneuert, Mittelerker 1994 erneuert | D-5-64-000-2105 | weitere Bilder                |
| Weinmarkt 16 (Standort)                                         | Wohn- und Geschäftshaus                                                          | Drei- (rückseitig vier-) geschossiges zweiflügeliges Traufseithaus mit Frackdach, Mitteldacherker mit abgewalmtem Satteldach und Schleppgauben, weitgehend verputzter Ziegelbau, im Erdgeschoss Sandsteinverkleidung, in abgewandeltem Neu-Nürnberger-Stil, reiche Portalarchitektur, bezeichnet „1900“, Dacherneuerung nach Zerstörung 1945 | D-5-64-000-2106 | weitere Bilder                |
| Weintraubengasse 1 (Standort)                                   | Justizgebäude                                                                    | Dreigeschossige Dreiflügelanlage auf erhöhtem Sockelgeschoss, Sandsteinquaderbau mit Satteldächern, zwei Zwerchgiebeln und Dacherkern, polygonaler turmartig überhöhter Eckerker mit Haubendach, Nachahmung der Deutschen Renaissance des späten 16. Jahrhunderts, 1900/01 nach Plänen von Bauamtmann Förster und Bauamtmann Miller, Hauptportal aus Muschelkalk mit Figurenprogramm (Entwurf des Schwabacher Künstlers Philipp Kittler, Ausführung Bildhauer Johann Bapt. Schiemer) | D-5-64-000-2107 | weitere Bilder                |
| Weintraubengasse 6 (Standort)                                   | Ehemaliges Handwerkerhaus                                                        | Schmaler viergeschossiger Traufseitbau mit Satteldach und Schleppgauben, verputzter Sandsteinbau, barockes Holzchörlein, rückseitig Aufzugserker mit vorkragendem Satteldach, Ende 16./Anfang 17. Jahrhundert, umgebaut und barock bereichert um 1691–93 (dendrochronologisch datiert), weitere Umbauten und Ladeneinbau um 1872, nach Teilzerstörung 1945 wiederaufgebaut | D-5-64-000-2109 | Ehemaliges Handwerkerhaus     |
| Weißgerbergasse 10 (Standort)                                   | Ehemaliges Handwerkerhaus (Gerberhaus)                                           | Hohes dreigeschossiges Eckhaus mit Satteldach, Erdgeschoss Sandsteinmauerwerk, Obergeschosse freigelegtes Fachwerk, errichtet (dendrochronologisch datiert) 1390, Umbau um 1600, Fassadenänderungen und barocke Ergänzungen um 1728, weitere Umbauten Anfang 19. Jahrhundert und um 1874–99 | D-5-64-000-2110 | weitere Bilder                |
| Weißgerbergasse 17 (Standort)                                   | Ehemaliges Handwerkerhaus                                                        | Schmaler viergeschossiger Traufseitbau mit Satteldach und Giebeldacherkern, Erd- und erstes Obergeschoss Sandsteinquadermauerwerk, zweites und drittes Obergeschoss freigelegtes Fachwerk, im Kern 16. Jahrhundert, Ladeneinbau um 1878, um 1985–90 umfassende Erneuerungen (Fassaden, Dach) | D-5-64-000-2111 | weitere Bilder                |
| Weißgerbergasse 18 (Standort)                                   | Ehemaliges Handwerkerhaus (Gerberhaus)                                           | Viergeschossiger Traufseitbau mit Satteldach, Fachwerk-Giebeldacherker mit Maßwerkbrüstung und Giebelgauben, Erd- und erstes Obergeschoss Sandsteinquadermauerwerk, zweites und drittes Obergeschoss freigelegtes Fachwerk, im Kern spätes 15. Jahrhundert, Dacherker und barocke Zutaten erste Hälfte 17. Jahrhundert, Innenumbauten des 18./19. Jahrhunderts | D-5-64-000-2112 | weitere Bilder                |
| Weißgerbergasse 19 (Standort)                                   | Ehemaliges Handwerkerhaus                                                        | Drei- (rückseitig vier-)geschossiger Traufseitbau mit Satteldach, Giebeldacherker aus Fachwerk, Giebelgauben und rückseitigem Zwerchgiebel, freigelegter Fachwerkbau, Erdgeschoss zum Teil Sandsteinmauerwerk, im Hof viergeschossiger Fachwerk-Galerieflügel mit Pultdach, im Kern wohl 15. Jahrhundert, Veränderungen und Aufstockung des zweiten Obergeschosses um 1865, nach teilweiser Beschädigung 1945 um 1970 wiederhergestellt | D-5-64-000-2113 | weitere Bilder                |
| Weißgerbergasse 20 (Standort)                                   | Ehemaliges Handwerkerhaus (Gerberhaus)                                           | Schmaler viergeschossiger Traufseitbau mit Satteldach und Giebeldacherker, Erd- und erstes Obergeschoss straßenseitig massiv verputzt, im Übrigen freigelegtes Fachwerk, rückseitig dreigeschossiger Seitenflügel mit Pultdach, im Kern spätes 15. Jahrhundert, Umbauten spätes 19. Jahrhundert, weiterer Innen- und Fassadenumbau sowie Holzchörlein im Neu-Nürnberger Stil 1913 durch Otto Weiß | D-5-64-000-2114 | weitere Bilder                |
| Weißgerbergasse 21 (Standort)                                   | Ehemaliges Handwerkerhaus                                                        | Schmaler viergeschossiger Traufseitbau mit Satteldach und polygonalem Fachwerk-Erkertürmchen mit Spitzhelm, Erd- und erstes Obergeschoss straßenseitig massiv verputzt, im Übrigen freigelegtes Fachwerk, rückseitig schmaler dreigeschossiger Galerieflügel mit Pultdach, im Kern spätes 15. Jahrhundert, Aufstockung des dritten Obergeschosses wohl 16./17. Jahrhundert, Umbau um 1875, nach Teilzerstörung 1945 Dach und Erkertürmchen 1976 erneuert | D-5-64-000-2115 | weitere Bilder                |
| Weißgerbergasse 22 (Standort)                                   | Ehemaliges Handwerkerhaus (Gerberhaus)                                           | Schmaler viergeschossiger Traufseitbau mit Satteldach und Giebeldacherker aus Fachwerk, Erd- und erstes Obergeschoss Sandsteinquadermauerwerk, zweites und drittes Obergeschoss Fachwerk zum Teil verputzt, im Kern nach 1489 (dendrochronologisch datiert) unter Verwendung von Teilen des Vorgängerbaus (1465 dendrochronologisch datiert), 1682 Erdgeschoss massiv umgebaut, wesentlicher Umbau und Fassadenänderungen um 1831, Ladeneinbau um 1900 | D-5-64-000-2372 | weitere Bilder                |
| Weißgerbergasse 23 (Standort)                                   | Bürgerhaus                                                                       | Vierflügelige Anlage Vorderhaus: dreigeschossiger Traufseitbau mit Satteldach, Fachwerk-Aufzugserker und Schleppgauben, straßenseitig Sandsteinquadermauerwerk, rückseitig sowie dreigeschossiger Nebenflügel Erdgeschoss massiv, Obergeschosse freigelegtes Fachwerk, Innenhof mit dreigeschossigen Holzgalerien, zweite Hälfte 16. Jahrhundert, nach Zerstörung des Daches 1945 wiederaufgebaut um 1975 Rückgebäude: ehemaliges Stallgebäude, zweigeschossiger Fachwerkbau mit Satteldach und Fachwerk-Aufzugserker, zweite Hälfte 16. Jahrhundert, nach Zerstörung 1945 wiederaufgebaut um 1975 | D-5-64-000-2116 | weitere Bilder                |
| Weißgerbergasse 24 (Standort)                                   | Ehemaliges Handwerkerhaus (Gerberhaus)                                           | Viergeschossiger Eckbau mit Satteldach, Aufzugserker, Giebelerkern und Schleppgauben, Erd- bis zweites Obergeschoss Sandsteinquaderbau, drittes Fachwerk-Obergeschoss später aufgestockt, zum Teil verputzt, rückseitig kleiner dreigeschossiger Seitenflügel mit Pultdach, im Kern 16. Jahrhundert, wesentlicher Umbau „1708“ (bezeichnet), Fassadenänderungen um 1832 | D-5-64-000-2117 | weitere Bilder                |
| Weißgerbergasse 25 (Standort)                                   | Ehemaliges Handwerkerhaus (Gerberhaus)                                           | Dreiflügelanlage Hauptgebäude: ehemals viergeschossiges, nach Teilzerstörung 1945 jetzt dreigeschossiges Traufseithaus mit flachem Satteldach, straßenseitig Sandsteinquadermauerwerk, rückseitig Fachwerkfassade, im Hof Holzgalerien und dreigeschossiger Fachwerk-Nebenflügel mit Pultdach, spätes 16. Jahrhundert, barock bereichert (Holzchörlein) um 1690/1700, Innenumbauten 1874, Dacherneuerung um 1967 Rückgebäude: dreigeschossiger Fachwerkbau mit Satteldach, zweite Hälfte 16. Jahrhundert, 1875 um ein Geschoss aufgestockt, nach Beschädigung 1945 wiederhergestellt | D-5-64-000-2118 | weitere Bilder                |
| Weißgerbergasse 26 (Standort)                                   | Ehemaliges Handwerkerhaus (Gerberhaus)                                           | Viergeschossiges Eckhaus mit Satteldach, Aufzugserker, Giebelerkern und Schleppgauben, Erdgeschoss Sandsteinquadermauerwerk, Obergeschosse freigelegtes Fachwerk, im Kern um 1527 (dendrochronologisch datiert) unter Verwendung von Teilen des Vorgängerbaus des 13. bis 15. Jahrhunderts, Umbauten und Aufstockung um 1619, weitgehende Fachwerkerneuerung Anfang 19. Jahrhundert, Zutaten des 18. Jahrhunderts und der Biedermeierzeit, Fachwerkfreilegung 1977 | D-5-64-000-2119 | weitere Bilder                |
| Weißgerbergasse 27; Weißgerbergasse 29 (Standort)               | Ehemaliges Handwerkerhaus                                                        | Sandstein-Doppelhaus, ehemals zwei Häuser um 1925 zu einem Baukörper vereinigt, dreigeschossiges Traufseithaus mit Satteldach und großen Fachwerk-Aufzugserkern, Obergeschosse seitlich stark vorkragend, im Kern wohl 17. Jahrhundert, wesentliche Fassadenänderungen um 1873–75, 1945 stark beschädigt und wiederaufgebaut, Dach und Aufzugserker 2005 erneuert | D-5-64-000-2120 | weitere Bilder                |
| Weißgerbergasse 25 a (Standort)                                 | Ehem. Patrizieranwesen: Westflügel                                               | Dreigeschossiger breit gelagerter Bau mit Satteldach, Erdgeschoss Rundbogenarkaden aus Sandstein, Obergeschosse verputzt, Gartensaal mit reicher Barockstuckierung von Johann Leonhard Schmelzel und Steinbildwerken von Johann Leonhard Bromig, 1682–90 | D-5-64-000-1288 | BW                            |
| Maxplatz 46; Maxplatz 46 a (Standort)                           | Ehem. Patrizieranwesen: Südwestflügel                                            | Dreigeschossiger verputzter Bau mit Satteldach, im 1. Obergeschoss ehem. Kapelle erhalten, um 1680; mit Ausstattung | D-5-64-000-1288 | BW                            |
| Weißgerbergasse 28 (Standort)                                   | Ehemaliges Handwerkerhaus (Weißgerberhaus)                                       | Viergeschossiger Traufseitbau mit Mansarddach, Giebelerkern und Schleppgauben, Erdgeschoss Sandsteinquadermauerwerk, Obergeschosse freigelegtes Fachwerk, im Kern um 1532 an Stelle eines Vorgängerbaus errichtet, Mansarde des 18. Jahrhunderts, Umbau und Zutaten der Biedermeierzeit um 1834/35, Erdgeschossumbauten 1894 und 1909, wesentliche Innenumbauten und Fachwerkfreilegung 1969–1982 | D-5-64-000-2121 | weitere Bilder                |
| Weißgerbergasse 30 (Standort)                                   | Ehemaliges Handwerkerhaus (Weißgerberhaus)                                       | Viergeschossiges Traufseithaus mit Mansarddach, Giebelerkern und Schleppgauben, Erdgeschoss Sandsteinquadermauerwerk, Obergeschosse freigelegtes Fachwerk, um 1550 an Stelle eines Vorgängerbaus errichtet, barocke Zutaten, Fassadenänderungen und Mansarde um 1832, Innenumbauten um 1860, Fachwerkfreilegung und Schleppgauben 1975/76 | D-5-64-000-2122 | weitere Bilder                |
| Weißgerbergasse 31 (Standort)                                   | Ehemaliges Handwerkerhaus (Gerberhaus)                                           | Dreigeschossiger Traufseitbau mit steilem Satteldach und Dacherkern, Erdgeschoss Sandstein verputzt, Obergeschosse freigelegtes Fachwerk, im Kern um 1410–1414 (dendrochronologisch datiert), Fassadenänderungen und Giebelerker 18. Jahrhundert, Umbauten und Zutaten um 1850, Fachwerkfreilegung und weitere Umbauten um 1970 | D-5-64-000-2123 | weitere Bilder                |
| Weißgerbergasse 33 (Standort)                                   | Ehemaliges Handwerkerhaus                                                        | Schmaler viergeschossiger Traufseitbau mit Satteldach und Giebeldacherker, straßenseitig Sandsteinquadermauerwerk, im Übrigen Fachwerk, rückseitig Fachwerk-Seitenflügel mit Treppenhaus und Galerien, im Kern frühes 15. Jahrhundert, Umbau zweite Hälfte 16. Jahrhundert, Giebeldacherker 18. Jahrhundert | D-5-64-000-2124 | weitere Bilder                |
| Weißgerbergasse 35 (Standort)                                   | Ehemaliges Handwerkerhaus                                                        | Viergeschossiger Traufseitbau mit Frackdach und Giebeldacherkern, ehemals zwei Häuser zu einem Baukörper vereinigt, Erd- und erstes Obergeschoss Sandsteinmauerwerk, Erdgeschoss verputzt, zweites und drittes Obergeschoss freigelegtes Fachwerk, hofseitig offene Holzgalerie im zweiten Obergeschoss, im Kern 15. Jahrhundert, wesentliche Umbauten, Fassadenänderungen und Giebelerker 1896 | D-5-64-000-2125 | weitere Bilder                |
| Weißgerbergasse 37 (Standort)                                   | Bürgerhaus                                                                       | Dreigeschossiges Eckhaus mit Zier- und Wohndacherkern, ehemals zwei Häuser zu einem Baukörper vereinigt, Erdgeschoss und Giebelfassade Sandstein verputzt, Obergeschosse Fachwerk verputzt, Renaissancegiebel, im Kern 16. Jahrhundert, wesentlicher Umbau und Ausgestaltung im Stil des Neubarock um 1870/75, Dacherker mit Spitzhelmen sowie rückseitiger Aufzugserker von 1899 | D-5-64-000-1291 | weitere Bilder                |
| Winklerstraße 11; Winklerstraße 15; Winklerstraße 13 (Standort) | Bürger- und Handwerkeranwesen                                                    | Im Ursprung Mitte 13. Jahrhundert (1238 dendrochronologisch datiert), viergeschossiger Sandsteinquaderbau, Obergeschosse verputzt, Traufseitbau mit Satteldach und Sandstein-Dacherker mit Pilastergliederung, Ende 17./Anfang 18. Jahrhundert (bezeichnet „1698“), nach weitgehender Zerstörung wieder aufgebaut 1948 Rückgebäude: viergeschossiger schmaler Sandsteinquaderbau mit Satteldach, im Kern 14. Jahrhundert (1310, 1371 dendrochronologisch datiert), Umbauten nach 1529 (dendrochronologisch datiert) sowie Fassadenänderungen und Giebelgauben nach 1714/15 (dendrochronologisch datiert, bezeichnet „1718“), zwischen Vorderhaus und Rückgebäude dreigeschossiger Galerieflügel und polygonaler Fachwerk-Treppenturm, wohl 16./17. Jahrhundert                                | D-5-64-000-2161 | Bürger- und Handwerkeranwesen |
| Winklerstraße 24 (Standort)                                     | Rest eines Palais („Haus zum Savoyischen Kreuz“)                                 | Ehemals viergeschossiger, jetzt zwei- und dreigeschossiger verputzter Sandsteinbau mit Frackdach, Eckrustika und Stockwerkgesimsen, im Kern 14./15. Jahrhundert, teilweise Wiederherstellung und Notdach nach 1945 An der Westseite gefasstes Steinrelief mit dem Wappen der Savoyer, bezeichnet „1690“ | D-5-64-000-2162 | weitere Bilder                |
| Winklerstraße 26; Schulgässchen 6 (Standort)                    | Evangelisch-lutherische Pfarrkirche St. Sebald                                   | Unverputzter Sandsteinquaderbau, spätromanisches Langhaus mit Satteldach, polygonalem Westchor und rechteckigen Chorflankentürmen mit Spitzhelmen, im Osten gotischer Hallenchor mit nicht eingezogenem, polygonalem Abschluss, nach Westen abgewalmtem Satteldach und Strebepfeilern, errichtet um 1230/40, Erweiterung der Seitenschiffe und Aufstockung der Türme um 1330/45, Hallenchor 1361–79, erneute Turm-Aufstockung durch Heinrich Echser, genannt Kugler, 1482/83, Instandsetzung durch Georg Hauberrisser und Joseph Schmitz, 1888–1906, nach Teilzerstörung 1945 Wiederaufbau durch Wilhelm Schlegtendal, beendet 1957; mit Ausstattung Stützmauer: unverputzte Sandsteinmauer mit gegenläufigem Treppenaufgang mit Kugelbekrönung und Ladengeschäften, zuletzt erneuert um 1905 | D-5-64-000-2163 | weitere Bilder                |
| Winklerstraße 31 (Standort)                                     | Ehemaliges Kaufmannshaus, seit 1846 katholische Pfarrhaus Zu Unserer Lieben Frau | Dreiflügelige Anlage, Vorderhaus und Rückgebäude drei- bzw. viergeschossige Sandsteinquaderbauten mit Satteldächern und Dacherkern, Giebelfelder verputzt, Verbindungsflügel mit Holzgalerien, spätgotische Hofarchitektur, im Kern 14./15. Jahrhundert (1476 dendrochronologisch datiert), 1519–25 (dendrochronologisch datiert) grundlegender Umbau und östlicher Giebelerker wohl durch Hans Beheim dem Älteren, Renaissance-Zutaten zweite Hälfte 16. Jahrhundert, Erdgeschoss-Umgestaltung und neugotische Zutaten um 1880/90 | D-5-64-000-2164 | weitere Bilder                |

## Abgegangenes Baudenkmal
In diesem Abschnitt sind Objekte aufgeführt, die früher einmal in der Denkmalliste eingetragen waren, jetzt aber nicht mehr existieren, z. B. weil sie abgebrochen wurden. Aktennummern in diesem Abschnitt sind ehemalige, jetzt nicht mehr gültige Aktennummern.

| Lage                    | Objekt     | Beschreibung | Akten-Nr.      | Bild |
| ----------------------- | ---------- | --- | -------------- | ---- |
| Karlstraße 4 (Standort) | Steinerker | um 1700; an Neubau; vor dem Abbruch von Karlstraße 4 gesichert und für Wiederverwendung eingelagert, dort „vergessen“ und „aus Versehen“ zerstört | D-5-64-000-948 | BW   |

## Einzelnachweis
1. ↑  Hartmut Voigt: Nürnberg: Barocker Erker wurde einfach geschreddert. Nürnberger Nachrichten, 11. Dezember 2019, abgerufen am 16. Dezember 2019.

- Karte mit allen Koordinaten:
- OSM |
- WikiMap